# Neville Chamberlain
Arthur Neville Chamberlain FRS (18 de març de 1869 - 9 de novembre de 1940) va ser un polític britànic que va exercir com a primer ministre del Regne Unit del maig de 1937 al maig de 1940 i  líder del Partit Conservador de maig de 1937 a octubre de 1940. És conegut sobretot per la seva política exterior d'apaivagament, i en particular per la seva signatura dels Acords de Múnic el 30 de setembre de 1938, cedint la regió dels Sudets de parla alemanya de Txecoslovàquia a l'Alemanya nazi dirigida per Adolf Hitler. Després de la invasió de Polònia l'1 de setembre de 1939, que va marcar l'inici de la Segona Guerra Mundial, Chamberlain va anunciar la declaració de guerra a Alemanya dos dies després i va liderar el Regne Unit durant els primers vuit mesos de la guerra fins a la seva dimissió com a primer ministre. el 10 de maig de 1940.
Després de treballar en negocis i governs locals, i després d'un breu període com a director del Servei Nacional el 1916 i el 1917, Chamberlain va seguir al seu pare Joseph Chamberlain i al seu mig germà gran Austen Chamberlain per convertir-se en membre del Parlament a les eleccions generals de 1918 per a la nova circumscripció de Birmingham a quaranta-nou anys. Va declinar una posició ministerial júnior, romanent com a backbencher fins a 1922. Va ser ascendit ràpidament el 1923 a ministre de Salut i després a canceller de l'Erari. Després d'un govern de curta durada dirigit pels laboristes, va tornar com a ministre de Salut, introduint una sèrie de mesures de reforma des de 1924 fins a 1929. Va ser nomenat canceller d'Hisenda al Govern Nacional el 1931.
Chamberlain va succeir a Stanley Baldwin com a primer ministre el 28 de maig de 1937. El seu primer ministre estava dominat per la qüestió de la política cap a una Alemanya cada cop més agressiva, i les seves accions a Múnic van ser àmpliament populars entre els britànics en aquell moment. Com a resposta a la contínua agressió de Hitler, Chamberlain es va comprometre al Regne Unit a defensar la independència de Polònia si aquesta última era atacada, una aliança que va portar el seu país a la guerra després de la invasió alemanya de Polònia. El fracàs de les forces aliades per evitar la invasió alemanya de Noruega va fer que la Cambra dels Comuns celebrés l'històric debat de Noruega el maig de 1940. La conducta de la guerra de Chamberlain va ser durament criticada pels membres de tots els partits i, en un vot de confiança, la major part del seu govern es va reduir molt. Acceptant que un govern nacional sostingut per tots els partits principals era essencial, Chamberlain va dimitir del primer ministre perquè els partits laborista i liberal no servirien sota el seu lideratge. Si bé encara liderava el Partit Conservador, el va succeir com a primer ministre el seu col·lega Winston Churchill. Fins que la mala salut el va obligar a dimitir el 22 de setembre de 1940, Chamberlain va ser un membre important del gabinet de guerra com a Lord President del Consell, encapçalant el govern en absència de Churchill. El seu suport a Churchill va resultar vital durant la crisi del gabinet de guerra del maig de 1940. Chamberlain va morir a setanta-un anys el 9 de novembre de càncer, sis mesos després de deixar el primer ministre.
La reputació de Chamberlain continua sent controvertida entre els historiadors, l'alta estima inicial per ell quedant totalment erosionada per llibres com Guilty Men, publicat el juliol de 1940, que culpava a Chamberlain i als seus associats de l'acord de Múnic i per suposadament no haver preparat el país per a la guerra. La majoria dels historiadors de la generació posterior a la mort de Chamberlain tenien opinions similars, liderades per Churchill a The Gathering Storm. Alguns historiadors posteriors han pres una perspectiva més favorable de Chamberlain i les seves polítiques, citant documents del govern publicats sota el govern dels trenta anys i argumentant que anar a la guerra amb Alemanya el 1938 hauria estat desastrós, ja que el Regne Unit no estava preparat. No obstant això, Chamberlain encara es troba desfavorablement classificat entre els primers ministres britànics.

## Primers anys i carrera política (1869–1918)

### Infància i home de negocis

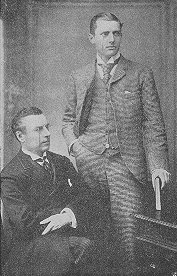
Joseph Chamberlain (assegut) i Austen Chamberlain, 1892

Chamberlain va néixer el 18 de març de 1869 en una casa anomenada Southbourne al districte d'Edgbaston de Birmingham. Va ser l'únic fill del segon matrimoni de Joseph Chamberlain, que més tard esdevingué alcalde de Birmingham i ministre del gabinet. La seva mare era Florence Kenrick, cosina del diputat William Kenrick; va morir quan ell era un nen petit. Joseph Chamberlain havia tingut un altre fill, Austen Chamberlain, pel seu primer matrimoni. La família Chamberlain era unitària, encara que Joseph va perdre la fe religiosa personal quan Neville tenia sis anys i mai va requerir l'adhesió religiosa dels seus fills. Neville, a qui no li agradava assistir a cap mena de servei de culte i no mostrava interès per la religió organitzada, es va descriure a si mateix com un unitari sense fe declarada i també un "agnòstic reverent".
Neville Chamberlain va ser educat a casa per la seva germana gran Beatrice Chamberlain i més tard a la Rugby School. Joseph Chamberlain va enviar Neville al Mason College, ara la Universitat de Birmingham. Neville Chamberlain tenia poc interès en els seus estudis allà, i el 1889 el seu pare el va fer d'aprenent en una empresa de comptables. En sis mesos es va convertir en un empleat assalariat. En un esforç per recuperar la minvada fortuna familiar, Joseph Chamberlain va enviar el seu fill petit a establir una plantació de sisal a l'illa d'Andros a les Bahames  Neville Chamberlain hi va passar sis anys, però la plantació va ser un fracàs, i Joseph Chamberlain va perdre 50.000 lliures  (equivalent a 7.295.000 lliures el 2024).
Al seu retorn a Anglaterra, Neville Chamberlain va entrar al negoci, comprant (amb l'ajuda de la seva família) Hoskins & Company, un fabricant d'atracades metàl·liques per a vaixells. Chamberlain va exercir com a director general de Hoskins durant disset anys durant els quals la companyia va prosperar. També es va implicar en activitats cíviques a Birmingham. El 1906, com a governador de l'Hospital General de Birmingham, i juntament amb "no més de quinze" altres dignataris, Chamberlain es va convertir en membre fundador del Comitè Nacional d'Hospitals Units de l'Associació Mèdica Britànica.
A quaranta anys, Chamberlain esperava continuar solter, però el 1910 es va enamorar d'Anne Cole, una connexió recent per matrimoni, i es va casar amb ella l'any següent. Es van conèixer a través de la seva tia Lilian, la vídua canadenca del germà de Joseph Chamberlain, Herbert, que el 1907 s'havia casat amb l'oncle d'Anne Cole, Alfred Clayton Cole, un director del Banc d'Anglaterra.
Ella va encoratjar i donar suport a la seva entrada a la política local i havia de ser la seva constant companya, ajudant i col·lega de confiança, compartint plenament els seus interessos en l'habitatge i altres activitats polítiques i socials després de la seva elecció com a diputat. La parella tenia un fill i una filla.

### Entrada a la política
Chamberlain inicialment va mostrar poc interès per la política, tot i que el seu pare i el seu mig germà estaven al Parlament. Durant les "eleccions caqui" de 1900 va fer discursos en suport dels unionistes liberals de Joseph Chamberlain. Els unionistes liberals es van aliar amb els conservadors i més tard es van fusionar amb ells sota el nom de "Partit Unionista", que el 1925 va passar a ser conegut com a "Partit Conservador i Unionista". El 1911, Neville Chamberlain es va presentar amb èxit com a unionista liberal per a l'Ajuntament de Birmingham per a All Saints' Ward, situat a la circumscripció parlamentària del seu pare.

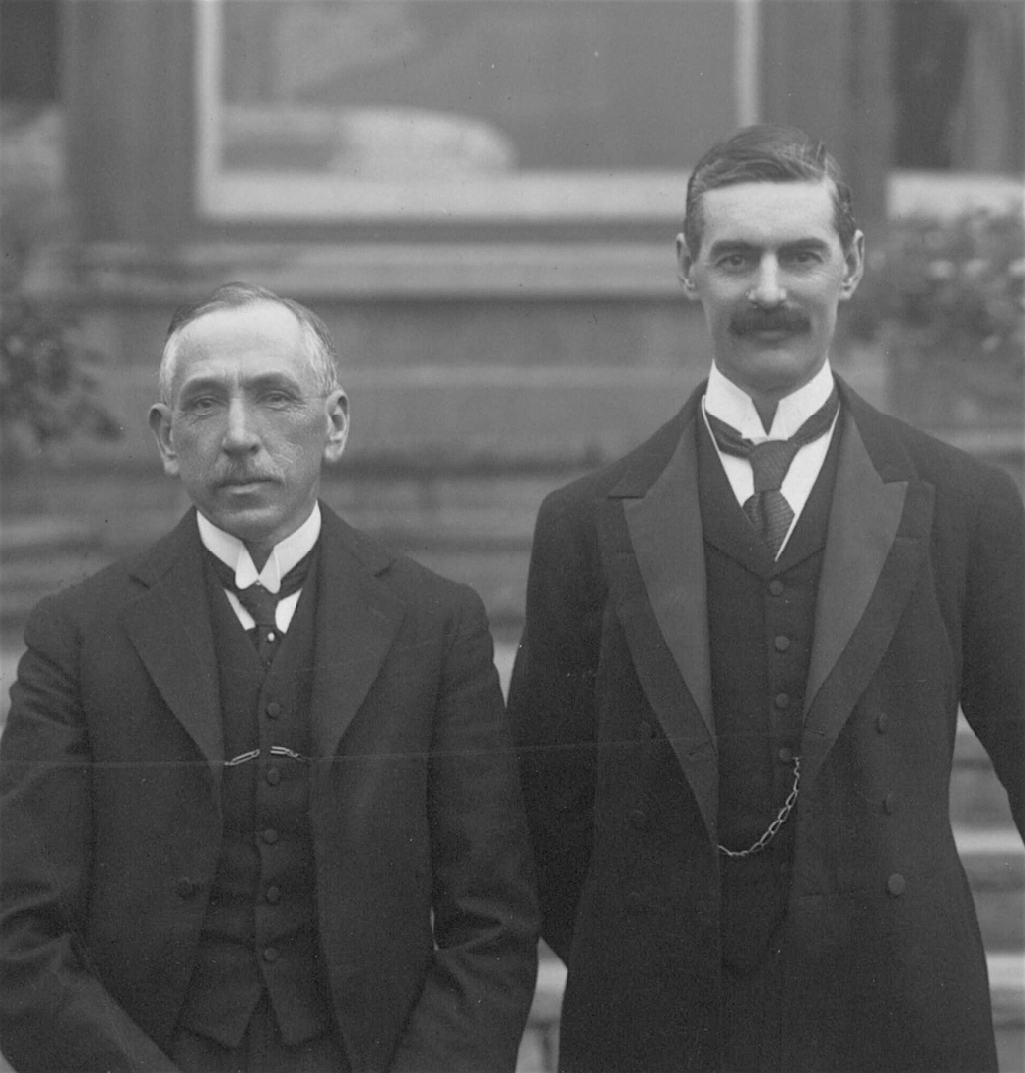
Chamberlain com a alcalde de Birmingham el maig de 1916, al costat del primer ministre Billy Hughes d'Austràlia

Chamberlain va ser nomenat president de la Comissió d'Urbanisme. Sota la seva direcció, Birmingham aviat va adoptar un dels primers plans urbanístics a la Gran Bretanya. L'inici de la Primera Guerra Mundial el 1914 va impedir la implementació dels seus plans. El 1915, Chamberlain es va convertir en Lord alcalde de Birmingham. A part del seu pare Joseph, cinc dels oncles de Chamberlain també havien assolit la dignitat cívica principal de Birmingham: eren el germà de Joseph Richard Chamberlain, William i George Kenrick, Charles Beale, que havia estat quatre vegades Lord Mayor i Sir Thomas Martineau. Com a senyor alcalde en temps de guerra, Chamberlain tenia una gran càrrega de treball i va insistir que els seus consellers i funcionaris treballen igual de dur. Va reduir a la meitat la despesa de l'alcalde i va reduir el nombre de funcions cíviques que s'esperava del titular. El 1915, Chamberlain va ser nomenat membre de la Junta Central de Control sobre el tràfic de begudes alcohòliques.
El desembre de 1916, el primer ministre David Lloyd George va oferir a Chamberlain el nou càrrec de director del Servei Nacional, amb la responsabilitat de coordinar el reclutament i assegurar-se que les indústries de guerra essencials poguessin funcionar amb força de treball suficient. El seu mandat va estar marcat pel conflicte amb Lloyd George; l'agost de 1917, havent rebut poc suport del primer ministre, Chamberlain va dimitir. La relació entre Chamberlain i Lloyd George seria, després, una d'odi mutu.
Chamberlain va decidir presentar-se a la Cambra dels Comuns, i va ser adoptat com a candidat unionista per Birmingham Ladywood. Un cop acabada la guerra, gairebé immediatament es van convocar eleccions generals. La campanya en aquesta circumscripció va ser notable perquè la seva opositora al Partit Liberal era Margery Corbett Ashby, una de les disset dones que es van presentar al Parlament a les primeres eleccions en què les dones podien fer-ho. Chamberlain va reaccionar a aquesta intervenció sent un dels pocs candidats masculins que s'adreçava específicament a les dones votants que desplegaven la seva dona, emetia un fullet especial titulat "Una paraula a les dames" i celebrava dues reunions a la tarda. Chamberlain va ser elegit amb gairebé el 70% dels vots i una majoria de 6.833. Tenia quaranta-nou anys, la qual cosa continua sent fins ara l'edat més gran en què qualsevol futur primer ministre ha estat elegit per primera vegada als Comuns.

## Membre del Parlament i ministre (1919-1931)

### Ascens des dels escons posteriors

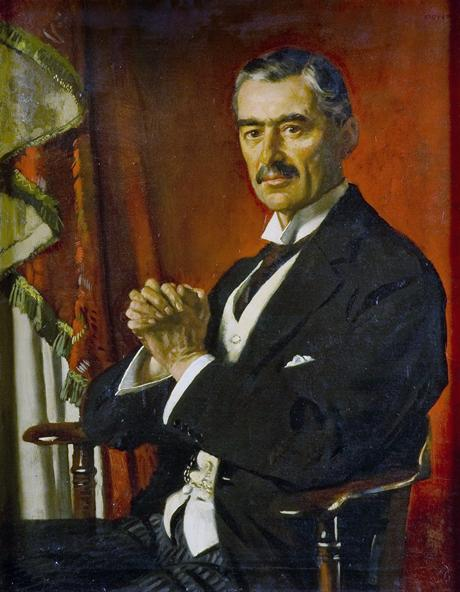
Retrat de William Orpen, 1929

Chamberlain es va dedicar a la feina parlamentària, repugnant els temps en què no podia assistir als debats i dedicant molt de temps al treball de la comissió. Va ser president del comitè nacional d'àrees insalubres (1919–21) i en aquest paper, havia visitat els barris marginals de Londres, Birmingham, Leeds, Liverpool i Cardiff. En conseqüència, el març de 1920, Andrew Bonar Law li va oferir una plaça júnior al Ministeri de Salut en nom del primer ministre, però Chamberlain no estava disposat a servir sota Lloyd George i no se li va oferir cap més càrrec durant el mandat de primer ministre de Lloyd George. Quan Law va dimitir com a líder del partit, Austen Chamberlain va ocupar el seu lloc com a cap dels unionistes al Parlament. Els líders unionistes estaven disposats a lluitar contra les eleccions de 1922 en coalició amb els Nacionals Lliberals de Lloyd George, però el 19 d'octubre, els diputats unionistes van celebrar una reunió en la qual van votar a favor de lluitar contra les eleccions com a partit únic. Lloyd George va dimitir, igual que Austen Chamberlain, i Law va ser retirat per dirigir els unionistes com a primer ministre.
Molts unionistes d'alt rang es van negar a servir sota la llei en benefici de Chamberlain, que en el transcurs de deu mesos va passar d'ocupar un banc posterior a canceller de l'Erari. Law va nomenar inicialment al Chamberlain Director General de Correus i Chamberlain va jurar el Consell Privat. Quan Sir Arthur Griffith-Boscawen , el ministre de Salut, va perdre el seu escó a les eleccions de 1922 i va ser derrotat en unes eleccions parcials el març de 1923 pel futur secretari d'Interior James Chuter Ede, Law va oferir el càrrec a Chamberlain. Dos mesos més tard, Law va ser diagnosticat amb càncer de gola avançat i terminal. Immediatament, va dimitir i va ser substituït pel canceller de l'Erari Stanley Baldwin. L'agost de 1923, Baldwin va promoure Chamberlain al càrrec de canceller de l'Erari.
Chamberlain només va servir cinc mesos a l'oficina abans que els conservadors fossin derrotats a les eleccions generals de 1923. Ramsay MacDonald es va convertir en el primer primer ministre laborista, però el seu govern va caure al cap d'uns mesos, i va necessitar  altres eleccions generals. Amb un marge de només 77 vots, Chamberlain va derrotar per poc el candidat laborista, Oswald Mosley, que més tard va dirigir la Unió Britànica de Feixistes. Creient que perdria si tornava a estar a Birmingham Ladywood, Chamberlain va disposar a ser adoptat per Birmingham Edgbaston, el districte de la ciutat on va néixer i que era un escó molt més segur, que mantindria durant la resta de la seva vida. vida. Els unionistes van guanyar les eleccions, però Chamberlain es va negar a servir de nou com a canceller, preferint el seu antic càrrec com a ministre de Salut.
Al cap de dues setmanes del seu nomenament com a ministre de Salut, Chamberlain va presentar al Consell de Ministres una agenda que conté 25 lleis que esperava que es promulguessin. Abans de deixar el càrrec el 1929, 21 dels 25 projectes de llei havien passat a la llei. Chamberlain va sol·licitar l'abolició dels Poor Law] Boards of Guardians electes que administraven els socors, i que en algunes àrees eren responsables de les taxes . Moltes de les juntes estaven controlades pels laboristes, i aquestes juntes havien desafiat el govern distribuint fons de socors als aturats sense feina. El 1929, Chamberlain va iniciar la Llei de govern local de 1929 per abolir completament les juntes de Poor Law. Chamberlain va parlar als Comuns durant dues hores i mitja sobre la segona lectura del projecte de llei, i quan va concloure va ser aplaudit per totes les parts. El projecte de llei va passar a la llei.
Encara que Chamberlain va fer una nota conciliadora durant la vaga general de 1926, en general va tenir males relacions amb l'oposició laborista. El futur primer ministre laborista Clement Attlee es va queixar que Chamberlain "sempre ens va tractar com a bruts", i l'abril de 1927 Chamberlain va escriure: "Cada cop sento més un menyspreu absolut per la seva lamentable estupidesa". Les seves pobres relacions amb el Partit Laborista més tard van tenir un paper important en la seva caiguda com a primer ministre.

### Canceller d'Hisenda (1931–1937)
Baldwin va convocar eleccions generals per al 30 de maig de 1929, el que va resultar en un parlament suspès amb els laboristes que tenien més escons. Baldwin i el seu govern van dimitir i els laboristes, sota MacDonald, van tornar a prendre possessió. El 1931, el govern de MacDonald es va enfrontar a una greu crisi, ja que l'Informe de maig va revelar que el pressupost estava desequilibrat, amb un dèficit previst de 120 milions de lliures. El govern laborista va dimitir el 24 d'agost i MacDonald va formar un govern nacional amb el suport de la majoria dels diputats conservadors.  Chamberlain va tornar una vegada més al Ministeri de Salut.
Després de les eleccions generals de 1931, en què els partidaris del govern nacional (majoritàriament conservadors) van obtenir una victòria aclaparadora, MacDonald va designar a Chamberlain com a canceller de l'Erari. Chamberlain va proposar un aranzel del 10% sobre les mercaderies estrangeres i aranzels més baixos o nul a les mercaderies de les colònies i els Dominis. Joseph Chamberlain havia defensat una política semblant, la "Preferència Imperial";  Neville Chamberlain va presentar el seu projecte de llei davant la Cambra dels Comuns el 4 de febrer de 1932, , i va concloure el seu discurs assenyalant la conveniència de la seva recerca de promulgar la proposta del seu pare. Al final del discurs, Sir Austen Chamberlain va baixar dels bancs posteriors i va donar la mà al seu germà. La Llei de drets d'importació de 1932 va ser aprovada fàcilment pel Parlament.
Chamberlain va presentar el seu primer pressupost l'abril de 1932. Va mantenir les severes retallades pressupostàries que s'havien acordat a l'inici del Govern Nacional. Els interessos del deute de guerra van ser un cost important. Chamberlain va reduir el tipus d'interès anual de la major part del deute de guerra britànic del 5% al 3,5%. Entre 1932 i 1938, Chamberlain va reduir a la meitat el percentatge del pressupost dedicat als interessos del deute de guerra.

#### Deute de guerra
Chamberlain esperava que es pogués negociar una cancel·lació del deute de guerra amb els Estats Units. El juny de 1933, Gran Bretanya va acollir la Conferència Econòmica i Monetària Mundial, que va quedar en res quan el president dels Estats Units, Franklin D. Roosevelt, va enviar la notícia que no consideraria cap cancel·lació del deute de guerra. El 1934, Chamberlain va poder declarar un superàvit pressupostari i revertir moltes de les retallades en la compensació per desocupació i els sous dels funcionaris que havia fet després de prendre possessió del càrrec. Va dir als Comuns: "Ara hem acabat la història de Bleak House i ens asseurem aquesta tarda per gaudir del primer capítol de Great Expectations."

#### Despesa social
La Junta d'Assistència a l'Atur (UAB, establerta per la Llei d'atur de 1934 ) va ser en gran part creació de Chamberlain, i ell desitjava que el tema de l'assistència a l'atur s'eliminés de l'argument polític del partit. A més, Chamberlain "va veure la importància de "proporcionar cert interès per la vida per a la gran quantitat d'homes que mai no tindrien feina", i d'aquesta constatació havia de sortir la responsabilitat de la UAB pel "benestar", no només el manteniment, dels aturats."

#### Despeses de defensa
La despesa en defensa s'havia retallat molt en els primers pressupostos de Chamberlain. El 1935, davant d'una Alemanya ressorgida sota el lideratge de Hitler, estava convençut de la necessitat del rearmament.  Chamberlain va instar especialment a l'enfortiment de la Royal Air Force, adonant-se que el baluard històric de la Gran Bretanya, el canal de la Mànega, no era una defensa contra el poder aeri.
El 1935, MacDonald es va retirar com a primer ministre i Baldwin es va convertir en primer ministre per tercera vegada. A les eleccions generals de 1935, el govern nacional dominat pels conservadors va perdre 90 escons de la seva majoria massiva de 1931, però encara va conservar una majoria aclaparadora de 255 a la Cambra dels Comuns. Durant la campanya, el líder laborista adjunt, Arthur Greenwood, havia atacat a Chamberlain per haver gastat diners en el rearmament, dient que la política de rearmament era "el més espantós; vergonyós per a un estadista de la posició responsable del senyor Chamberlain, suggerir que calia gastar més milions de diners en armament."

### Paper en la crisi de l'abdicació
Es creu que Chamberlain va tenir un paper important en la crisi de l'abdicació de 1936. Va escriure al seu diari que Wallis Simpson, la prevista esposa d'Eduard VIII, era "una dona del tot sense escrúpols que no està enamorada del rei, però que l'està explotant per als seus propis propòsits. Ja l'ha arruïnat en diners i joies...". En comú amb la resta del gabinet, excepte Duff Cooper, va estar d'acord amb Baldwin que el Rei havia d'abdicar si es casava amb Simpson, i el 6 de desembre, ell i Baldwin van subratllar que el Rei havia de prendre la seva decisió abans de Nadal; segons un relat, creia que la incertesa "perjudicava el comerç de Nadal". El rei va abdicar el 10 de desembre, quatre dies després de la reunió.
Poc després de l'abdicació, Baldwin va anunciar que romandria fins poc després de la coronació del rei Jordi VI i la reina Isabel. El 28 de maig, dues setmanes després de la coronació, Baldwin va dimitir i va aconsellar al rei que enviés a buscar Chamberlain. Austen no va viure per veure el nomenament del seu germà com a primer ministre després de morir dos mesos abans.

## Primer ministre (1937–1940)
En el seu nomenament, Chamberlain es va plantejar convocar eleccions generals, però quan faltaven tres anys i mig per a l'actual legislatura del Parlament va decidir esperar. A seixanta-vuit anys va ser la segona persona més gran del segle xx (després de Sir Henry Campbell-Bannerman) a esdevenir primer ministre per primera vegada, i va ser àmpliament vist com un conservador que dirigiria el Partit Conservador fins a les pròximes eleccions. i després dimitir a favor d'un home més jove, amb el secretari d'Afers Exteriors Anthony Eden com a candidat probable. Des de l'inici del primer govern de Chamberlain, es rumorejava que diversos aspirants a successors estaven competint per la posició.
A Chamberlain no li agradava el que considerava l'actitud massa sentimental tant de Baldwin com de MacDonald sobre els nomenaments i les remodelacions del gabinet. Tot i que havia treballat estretament amb el president de la Junta de Comerç, Walter Runciman, en la qüestió dels aranzels, Chamberlain el va acomiadar del seu càrrec, en lloc d'oferir-li la posició simbòlica de Lord del Segell Privat, que un Runciman enfadat va rebutjar. Chamberlain pensava que Runciman, membre del Partit Nacional Liberal, era mandrós. Poc després de prendre possessió del càrrec, Chamberlain va donar instruccions als seus ministres per preparar programes polítics de dos anys. Aquests informes s'havien d'integrar amb la intenció de coordinar l'aprovació de la legislació a través de l'actual Parlament, el mandat de la qual havia de caducar el novembre de 1940.
En el moment del seu nomenament, la personalitat de Chamberlain no era ben coneguda pel públic, tot i que havia fet emissions pressupostàries anuals durant sis anys. Segons el biògraf de Chamberlain, Robert Self, aquests semblaven relaxats i moderns, mostrant la capacitat de parlar directament a la càmera. Chamberlain tenia pocs amics entre els seus col·legues parlamentaris; un intent del seu secretari privat parlamentari, Lord Dunglass (posteriorment el mateix primer ministre com Alec Douglas-Home), de portar-lo a la Sala de Fumadors dels Comuns per socialitzar amb els seus col·legues va acabar amb un silenci vergonyós. Chamberlain va compensar aquestes deficiències dissenyant el sistema de gestió de premsa més sofisticat emprat per un primer ministre fins aleshores, amb funcionaris al Número 10, liderats pel seu cap de premsa George Steward, convèncer els membres de la premsa que eren col·legues. compartint poder i coneixements privilegiats, i hauria d'apoderar la línia del govern.

### Política domèstica

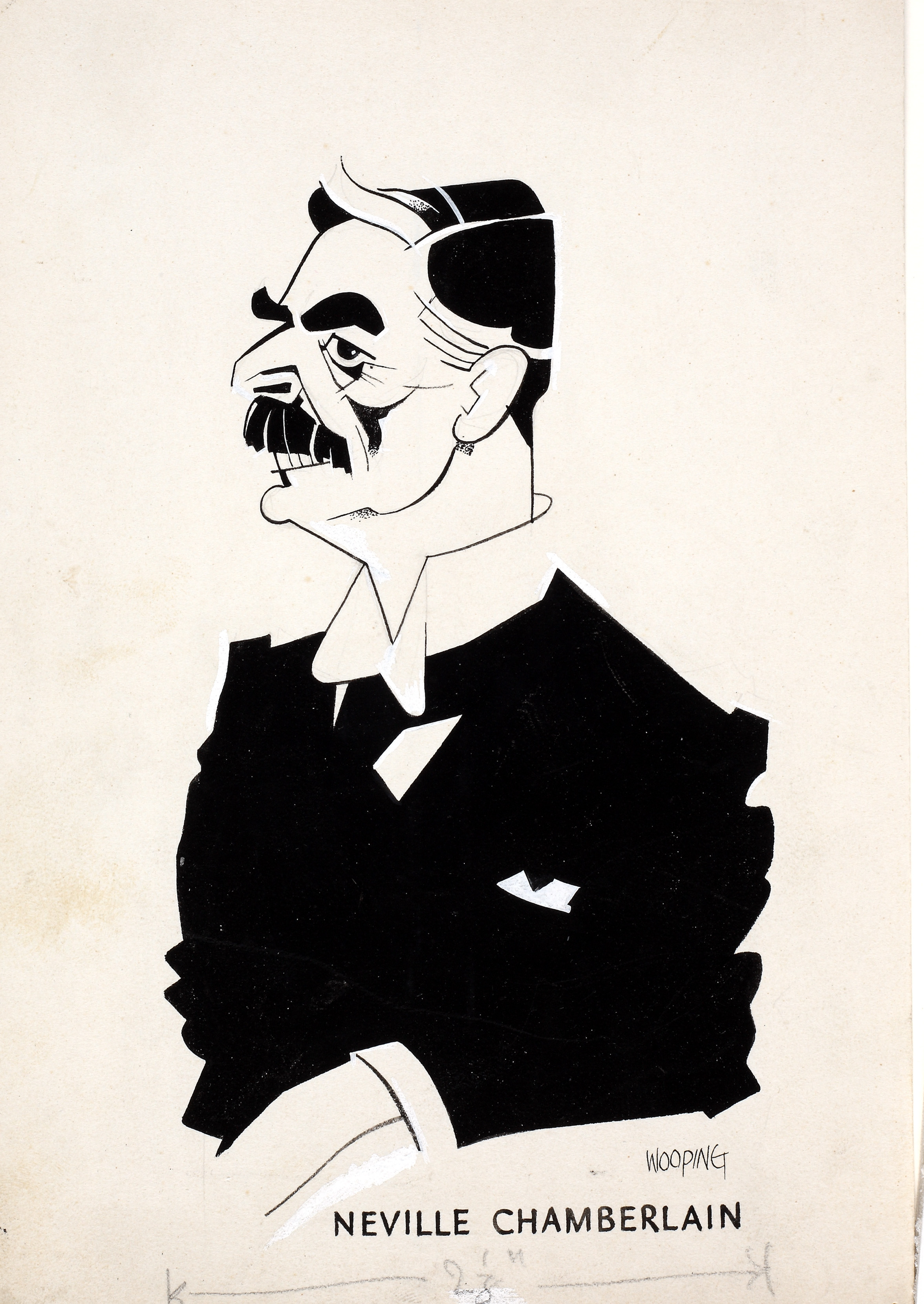
Caricatura de Chamberlain, vers 1940

Chamberlain va veure el seu ascens al primer ministre com la glòria final en una carrera com a reformador nacional, sense adonar-se que seria recordat per decisions de política exterior. Una de les raons per les quals va buscar la solució dels problemes europeus era l'esperança que li permetria concentrar-se en els afers interns.
Poc després d'assolir el càrrec de primer ministre, Chamberlain va obtenir l'aprovació de la Llei de fàbriques de 1937. Aquesta Llei tenia com a objectiu millorar les condicions de treball a les fàbriques, i posava límits a la jornada laboral de dones i nens. El 1938, el Parlament va promulgar la Llei del carbó de 1938, que permetia la nacionalització dels jaciments de carbó. Una altra llei important aprovada aquell any va ser la Llei de vacances pagades de 1938. Tot i que la Llei només recomanava que els empresaris donis als treballadors una setmana de descans amb sou, va provocar una gran expansió dels camps de vacances i altres allotjaments d'oci per a les classes treballadores. La Llei d'Habitatge de 1938 va proporcionar subvencions destinades a fomentar la neteja dels barris marginals i mantenir el control dels lloguers. Els plans de Chamberlain per a la reforma del govern local es van arxivar a causa de l'esclat de la guerra el 1939. De la mateixa manera, l'augment de l'edat escolar fins als quinze anys, previst per a la seva implementació l'1 de setembre de 1939, no va entrar en vigor.

### Relacions amb Irlanda
Les relacions entre el Regne Unit i l'Estat Lliure d'Irlanda havien estat tenses des del nomenament de 1932 d'Éamon de Valera com a president del Consell Executiu. La guerra comercial angloirlandesa, desencadenada per la retenció de diners que Irlanda havia acceptat pagar al Regne Unit, havia provocat pèrdues econòmiques a ambdós bàndols, i les dues nacions estaven ansioses per un acord. El govern de Valera també va intentar trencar els vincles restants entre Irlanda i el Regne Unit, com posar fi a l'estatus del Rei com a cap d'estat irlandès. Com a canceller, Chamberlain havia pres una posició dura contra les concessions als irlandesos, però com a primer ministre va buscar un acord amb Irlanda, convençut que els llaços tensos estaven afectant les relacions amb altres Dominis.
Les converses s'havien suspès sota Baldwin el 1936, però es van reprendre el novembre de 1937. De Valera pretenia no només alterar l'estatus constitucional d'Irlanda, sinó anul·lar altres aspectes del Tractat anglo-irlandès, sobretot el tema de la partició, a més d'obtenir control total dels tres "Ports del Tractat" que havien quedat sota control britànic. La Gran Bretanya, en canvi, volia retenir els Ports del Tractat, almenys en temps de guerra, i obtenir els diners que Irlanda havia acceptat pagar.
Els irlandesos es van mostrar com a negociadors molt durs, tant que Chamberlain es va queixar que una de les ofertes de De Valera havia "presentat als ministres del Regne Unit un trèvol de tres fulles, cap de les quals no tenia cap avantatge per al Regne Unit." Amb les converses davant d'un punt mort, Chamberlain va fer als irlandesos una oferta final el març de 1938 que va accedir a moltes posicions irlandeses, tot i que confiava que "només havia renunciat a les petites coses", i els acords es van signar el 25 d'abril de 1938. La qüestió de la partició no es va resoldre, però els irlandesos van acceptar pagar 10 milions de lliures als britànics. No hi havia cap disposició als tractats per a l'accés britànic als ports del Tractat en temps de guerra, però Chamberlain va acceptar la garantia oral de De Valera que en cas de guerra els britànics tindrien accés. El diputat conservador Winston Churchill va atacar els acords al Parlament per a la rendició dels Ports del Tractat, que va descriure com les "torres sentinella de les aproximacions occidentals". Quan va arribar la guerra, de Valera va negar a la Gran Bretanya l'accés als Ports del Tractat sota la neutralitat irlandesa. Churchill va criticar aquests tractats a The Gathering Storm, afirmant que "mai va veure la Cambra dels Comuns més completament enganyada" i que "els membres se'ls va fer sentir de manera molt diferent quan la nostra existència penjava en la balança durant la batalla de l'Atlàntic." Chamberlain creia que els Ports del Tractat eren inutilitzables si Irlanda era hostil, i considerava que val la pena la seva pèrdua per assegurar relacions amistoses amb Dublín.

### Política exterior

#### Primers mesos (maig de 1937 - març de 1938)
Chamberlain va intentar conciliar Alemanya i fer de l'estat nazi un soci d'una Europa estable. Creia que Alemanya podria estar satisfeta amb la restauració d'algunes de les seves colònies, i durant la crisi de Renània del març de 1936 havia afirmat que "si estiguéssim a la vista d'un assentament global, el govern britànic hauria de considerar la qüestió" de la restauració de les colònies.
Els intents del nou primer ministre d'aconseguir un acord d'aquest tipus es van frustrar perquè Alemanya no tenia pressa per parlar amb la Gran Bretanya. El ministre d'Afers Exteriors Konstantin von Neurath havia de visitar la Gran Bretanya el juliol de 1937, però va cancel·lar la seva visita. Lord Halifax, el Lord President del Consell, va visitar Alemanya en privat al novembre i es va reunir amb Hitler i altres oficials alemanys. Tant Chamberlain com l'ambaixador britànic a Alemanya, Nevile Henderson, van declarar que la visita va ser un èxit. Els funcionaris del Ministeri d'Afers Exteriors es van queixar que la visita de Halifax va fer semblar que la Gran Bretanya estava massa ansiosa per converses, i el secretari d'Afers Exteriors, Anthony Eden, va sentir que havia estat ignorat.
Chamberlain també va passar per alt Eden mentre aquest últim estava de vacances obrint converses directes amb Itàlia, un paria internacional per la seva invasió i conquesta d'Etiòpia. En una reunió del gabinet el 8 de setembre de 1937, Chamberlain va indicar que veia "la disminució de la tensió entre aquest país i Itàlia com una contribució molt valuosa cap a la pacificació i apaivagament d'Europa" que "afebliria l'Eix Roma-Berlín".  Chamberlain també va establir una línia privada de comunicació amb el "Duce" italià Benito Mussolini a través de l'ambaixador italià, el comte Dino Grandi.
El febrer de 1938, Hitler va començar a pressionar el govern austríac perquè acceptés l'Anschluss o la unió entre Alemanya i Àustria. Chamberlain creia que era essencial consolidar les relacions amb Itàlia amb l'esperança que una aliança anglo-italiana impediria a Hitler d'imposar el seu domini sobre Àustria. Eden creia que Chamberlain s'estava afanyant a parlar amb Itàlia i exposava la perspectiva del reconeixement de jure de la conquesta d'Etiòpia per part d'Itàlia. Chamberlain va concloure que Eden hauria d'acceptar la seva política o dimitir. El gabinet va escoltar els dos homes, però va decidir per unanimitat per Chamberlain, i malgrat els esforços d'altres membres del gabinet per evitar-ho, Eden va renunciar al càrrec. En anys posteriors, Eden va intentar representar la seva renúncia com una posició contra l'apaivagament (Churchill el va descriure a The Second World War com "una figura jove forta que s'oposava a les llargues, lúgubres i arrossegadores marees de deriva i rendició") però molts ministres i parlamentaris creien que no hi havia cap tema en joc que valgués la dimissió. Chamberlain va nomenar Lord Halifax com a secretari d'Afers Exteriors en lloc d'Eden.

#### El camí cap a Múnic (març de 1938 - setembre de 1938)
El març de 1938, Àustria va passar a formar part d'Alemanya després de l'Anschluss. Tot i que els assetjats austríacs van demanar ajuda a la Gran Bretanya, no en va arribar cap. La Gran Bretanya va enviar a Berlín una nota de protesta. En dirigir-se al gabinet poc després que les forces alemanyes travessin la frontera, Chamberlain va culpar tant a Alemanya com a Àustria. Chamberlain va assenyalar,
| « | Ara és perfectament evident que la força és l'únic argument que Alemanya entén i que la "seguretat col·lectiva" no pot oferir cap perspectiva d'evitar aquests esdeveniments fins que no mostri una força visible d'una força aclaparadora recolzada per la determinació d'utilitzar-la. ... Déu sap que no vull tornar a les aliances, però si Alemanya continua comportant-se com ha fet darrerament, potser ens conduirà a això. | » |

El 14 de març, l'endemà de l'Anschluss, Chamberlain es va dirigir a la Cambra dels Comuns i va condemnar fermament els mètodes utilitzats pels alemanys en la presa de possessió d'Àustria. El discurs de Chamberlain va rebre l'aprovació de la Cambra.

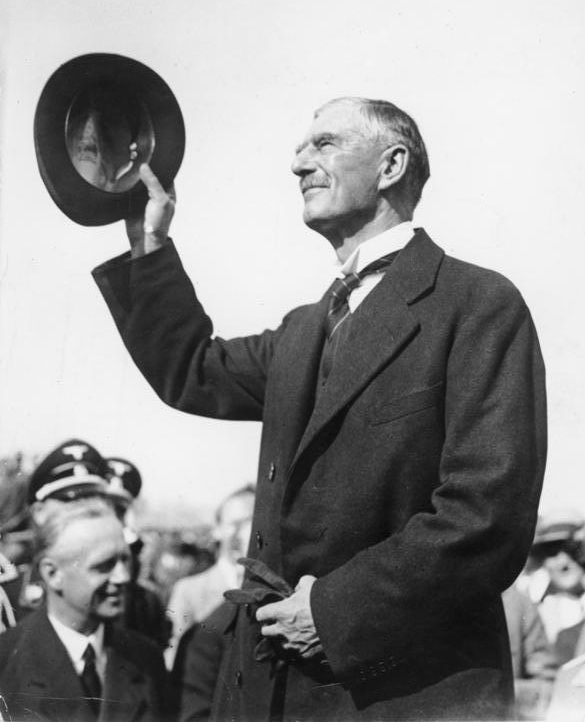
Chamberlain arriba a Munic, setembre de 1938

Amb Àustria absorbida per Alemanya, l'atenció es va dirigir al següent objectiu obvi de Hitler, la regió dels Sudets de Txecoslovàquia. Amb tres milions d'ètnia alemanya, els Sudets representaven la població alemanya més gran fora del "Reich" i Hitler va començar a demanar la unió de la regió amb Alemanya. La Gran Bretanya no tenia obligacions militars envers Txecoslovàquia, però França i Txecoslovàquia tenien un pacte d'assistència mútua i tant els francesos com els txecoslovacs també tenien una aliança amb la Unió Soviètica. Després de la caiguda d'Àustria, el Comitè de Política Exterior del Gabinet va considerar buscar una "gran aliança" per frustrar Alemanya o, alternativament, una garantia a França d'ajuda si els francesos entraven a la guerra. En canvi, el comitè va optar per defensar que s'insta Txecoslovàquia a fer els millors termes possibles amb Alemanya. El ple del gabinet va estar d'acord amb la recomanació del comitè, influenciat per un informe dels caps d'estat major que afirmava que la Gran Bretanya podia fer poc per ajudar els txecs en cas d'una invasió alemanya. Chamberlain va informar a una Cambra favorable que no estava disposat a limitar la discreció del seu govern donant compromisos.
Gran Bretanya i Itàlia van signar un acord el 16 d'abril de 1938. A canvi del reconeixement de jure de la conquesta etíop d'Itàlia, Itàlia va acceptar retirar alguns "voluntaris" italians del bàndol nacionalista (profranquista) de la Guerra Civil espanyola. En aquest punt, els nacionalistes tenien força avantatge en aquell conflicte, i van completar la seva victòria l'any següent. Més tard aquell mes, el nou primer ministre francès, Édouard Daladier, va viatjar a Londres per a converses amb Chamberlain, i va acceptar seguir la posició britànica sobre Txecoslovàquia.
Al maig, els guàrdies fronterers txecs van disparar a dos agricultors alemanys dels Sudets que intentaven travessar la frontera des d'Alemanya a Txecoslovàquia sense aturar-se per als controls fronterers. Aquest incident va provocar malestar entre els alemanys dels Sudets, i llavors es va dir que Alemanya estava traslladant tropes a la frontera. En resposta a l'informe, Praga va traslladar tropes a la frontera alemanya. Halifax va enviar una nota a Alemanya advertint que si França intervingués en la crisi en nom de Txecoslovàquia, Gran Bretanya podria donar suport a França. Les tensions semblaven calmar-se, i Chamberlain i Halifax van ser aplaudits per la seva gestió "magistral" de la crisi. Encara que no se sabia en aquell moment, més tard va quedar clar que Alemanya no tenia plans per a una invasió de Txecoslovàquia al maig. No obstant això, el govern de Chamberlain va rebre un fort i gairebé unànime suport de la premsa britànica.
Les negociacions entre el govern txec i els alemanys dels Sudets es van allargar fins a mitjan 1938. Van aconseguir poc resultat; el líder dels Sudets, Konrad Henlein, estava seguint instruccions privades de Hitler per no arribar a un acord. El 3 d'agost, Walter Runciman (ara Lord Runciman) va viatjar a Praga com a mediador enviat pel govern britànic. Durant les dues setmanes següents, Runciman es va reunir per separat amb Henlein, el president txecoslovac Edvard Beneš i altres líders, però no va fer cap progrés. El 30 d'agost, Chamberlain es va reunir amb el seu gabinet i amb l'ambaixador Henderson i es va assegurar el seu suport, amb només el primer lord de l'Almirallat Duff Cooper que discrepava de la política de Chamberlain de pressionar Txecoslovàquia perquè fes concessions, per la raó que la Gran Bretanya no estava en condicions de donar suport a qualsevol amenaça d'anar a la guerra.
Chamberlain es va adonar que Hitler probablement manifestaria les seves intencions en el seu discurs del 12 de setembre a la manifestació anual de Nuremberg, i així va discutir amb els seus assessors com respondre si la guerra semblava probable. En consulta amb el seu assessor proper Sir Horace Wilson, Chamberlain va establir el "Pla Z". Si la guerra semblava inevitable, Chamberlain volaria a Alemanya per negociar directament amb Hitler.

### Setembre de 1938: Múnic

#### Reunions preliminars
Lord Runciman va continuar el seu treball, intentant pressionar el govern txecoslovac perquè fes concessions. El 7 de setembre hi va haver un altercat entre membres dels sudets del parlament txecoslovac a la ciutat d'Mährisch-Ostrau de Moràvia del Nord. Els alemanys van fer una propaganda considerable de l'incident, tot i que el govern de Praga va intentar conciliar-los acomiadant la policia txeca que havia estat implicada. A mesura que la tempesta creixia, Runciman va concloure que no tenia sentit intentar noves negociacions fins després del discurs de Hitler. La missió no es va reprendre mai.

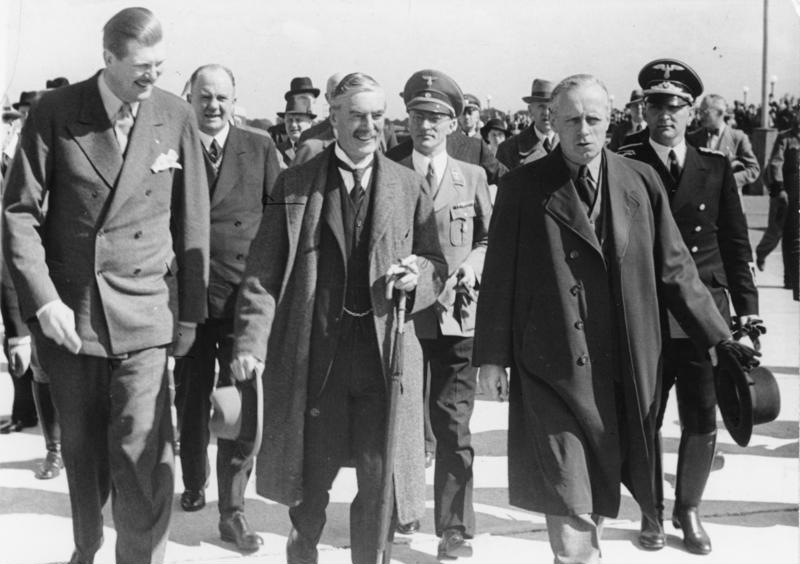
Chamberlain (centre, barret i paraigua a les mans) camina amb el ministre d'Afers Exteriors alemany Joachim von Ribbentrop (dreta) mentre el primer ministre marxa cap a casa després de la reunió de Berchtesgaden, el 16 de setembre de 1938. A l'esquerra hi ha Alexander von Dörnberg.

Hi va haver una gran tensió en els darrers dies abans del discurs de Hitler l'últim dia de la manifestació, ja que la Gran Bretanya, França i Txecoslovàquia van mobilitzar parcialment les seves tropes. Milers de persones es van reunir a l'exterior del número 10 de Downing Street la nit del discurs. Finalment, Hitler es va dirigir als seus seguidors entusiastes:
| « | La condició dels alemanys dels Sudets és indescriptible. Es busca aniquilar-los. Com a éssers humans són oprimits i es tracten escandalosament d'una manera intolerable... La privació d'aquestes persones dels seus drets ha d'arribar a la fi. ... He afirmat que el "Reich" no toleraria cap més opressió d'aquests tres milions i mig d'alemanys, i demanaria als estadistes dels països estrangers que es convencin que això no és una mera forma de parlar.. | » |

L'endemà al matí, 13 de setembre, Chamberlain i el gabinet van ser informats per fonts del Servei Secret que totes les ambaixades alemanyes havien estat informades que Alemanya envairia Txecoslovàquia el 25 de setembre. Convençut que els francesos no lluitarien (Daladier proposava en privat una cimera de les tres potències per resoldre la qüestió dels Sudets), Chamberlain va decidir implementar el "Pla Z" i va enviar un missatge a Hitler que estava disposat a viatjar a Alemanya per negociar. Hitler va acceptar i Chamberlain va volar a Alemanya el matí del 15 de setembre; aquesta era la primera vegada, excepte una excursió curta a una fira industrial, que Chamberlain havia volat. Chamberlain va volar a Múnic i després va viatjar en tren fins al retir de Hitler a Berchtesgaden, (vegeu la reunió de Berchtesgaden). 
La reunió cara a cara va durar unes tres hores. Hitler va exigir l'annexió dels Sudets i, interrogant-lo, Chamberlain va poder obtenir assegurances que Hitler no tenia cap propòsit a la resta de Txecoslovàquia ni a les zones de l'Est d'Europa que tenien minories alemanyes. Després de la reunió, Chamberlain va tornar a Londres, creient que havia obtingut un espai de respiració durant el qual es podia arribar a un acord i preservar la pau. Segons les propostes fetes a Berchtesgaden, els Sudets serien annexionats per Alemanya si un plebiscit als Sudets ho afavorís. Txecoslovàquia rebria garanties internacionals de la seva independència que substituirien les obligacions del tractat existents, principalment la promesa francesa amb els txecoslovacs. Els francesos van acceptar els requisits. Sota una pressió considerable, els txecoslovacs també van acceptar, provocant la caiguda del govern txecoslovac.

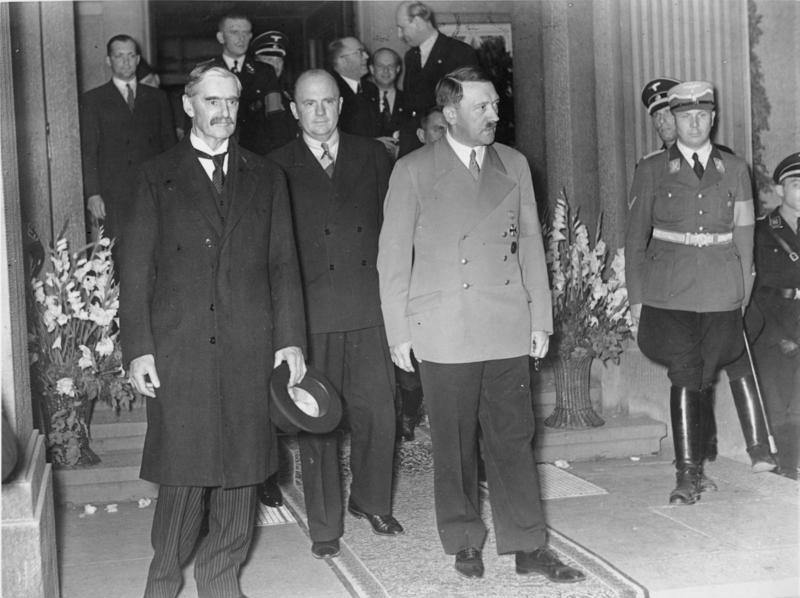
Chamberlain (esquerra) i Hitler abandonen la reunió de Bad Godesberg, el 23 de setembre de 1938

Chamberlain va tornar a Alemanya, trobant-se amb Hitler a Bad Godesberg el 22 de setembre. Hitler va deixar de banda les propostes de la reunió anterior, dient que "això no servirà més". Hitler va exigir l'ocupació immediata dels Sudets i que s'abordessin les reclamacions territorials poloneses i hongareses sobre Txecoslovàquia. Chamberlain es va oposar enèrgicament, dient a Hitler que havia treballat per alinear els francesos i els txecoslovacs a les demandes d'Alemanya, tant és així que l'havien acusat de cedir als dictadors i l'havien esbroncat a la seva marxa aquell matí. Hitler es va mostrar impassible.
Aquell vespre, Chamberlain va dir a Lord Halifax que la "reunió amb Herr Hitler havia estat molt insatisfactòria". L'endemà, Hitler va fer esperar a Chamberlain fins a mitja tarda, quan va enviar una carta de cinc pàgines, en alemany, explicant les demandes que havia fet oralment el dia anterior. Chamberlain va respondre oferint-se a actuar com a intermediari amb els txecoslovacs, i va suggerir que Hitler exposés les seves demandes en un memoràndum que podria ser distribuït entre francesos i txecoslovacs.
Els líders es van tornar a reunir al vespre del 23 de setembre, una reunió que es va estendre fins a les primeres hores del matí. Hitler va exigir que els txecs que fugien a les zones a ocupar no s'emportessin res. Va ampliar el seu termini per a l'ocupació dels Sudets fins a l'1 d'octubre, la data que ja havia fixat en secret per a la invasió de Txecoslovàquia. La reunió va acabar de manera amistosa, amb Chamberlain confiant a Hitler les seves esperances que poguessin resoldre altres problemes a Europa amb el mateix esperit. Hitler va donar a entendre que els Sudets van complir les seves ambicions territorials a Europa. Chamberlain va tornar a Londres, dient: "Ara depèn dels txecs."

#### Conferència de Múnic
Les propostes de Hitler van trobar la resistència no només dels francesos i dels txecoslovacs, sinó també d'alguns membres del gabinet de Chamberlain. Sense cap acord a la vista, la guerra semblava inevitable. Chamberlain va emetre un comunicat de premsa demanant a Alemanya que abandonés l'amenaça de la força a canvi de l'ajuda britànica per obtenir les concessions que buscava. La nit del 27 de setembre, Chamberlain es va dirigir a la nació per ràdio, i després d'agrair els que li van escriure, va declarar:
| « | Què horrible, fantàstic, increïble que aquí ens haguem d'excavar trinxeres i provar-nos màscares de gas a causa d'una baralla en un país llunyà entre gent de la qual no sabem res. Sembla més impossible encara que una baralla que ja s'ha resolt en principi sigui objecte de guerra. | » |

El 28 de setembre, Chamberlain va demanar a Hitler que el convides de nou a Alemanya per buscar una solució a través d'una cimera amb la participació dels britànics, francesos, alemanys i italians. Hitler va respondre favorablement, i Chamberlain va rebre la notícia d'aquesta resposta mentre acabava un discurs a la Cambra dels Comuns, que s'asseia amb una esperança ombrívola de la guerra. Chamberlain ho va informar a la Cambra en el seu discurs. La resposta va ser una demostració apassionada, amb els membres aplaudint a Chamberlain de manera salvatge. Fins i tot els diplomàtics de les galeries van aplaudir. Lord Dunglass va comentar més tard: "Aquell dia hi havia molts apaivagadors al Parlament."

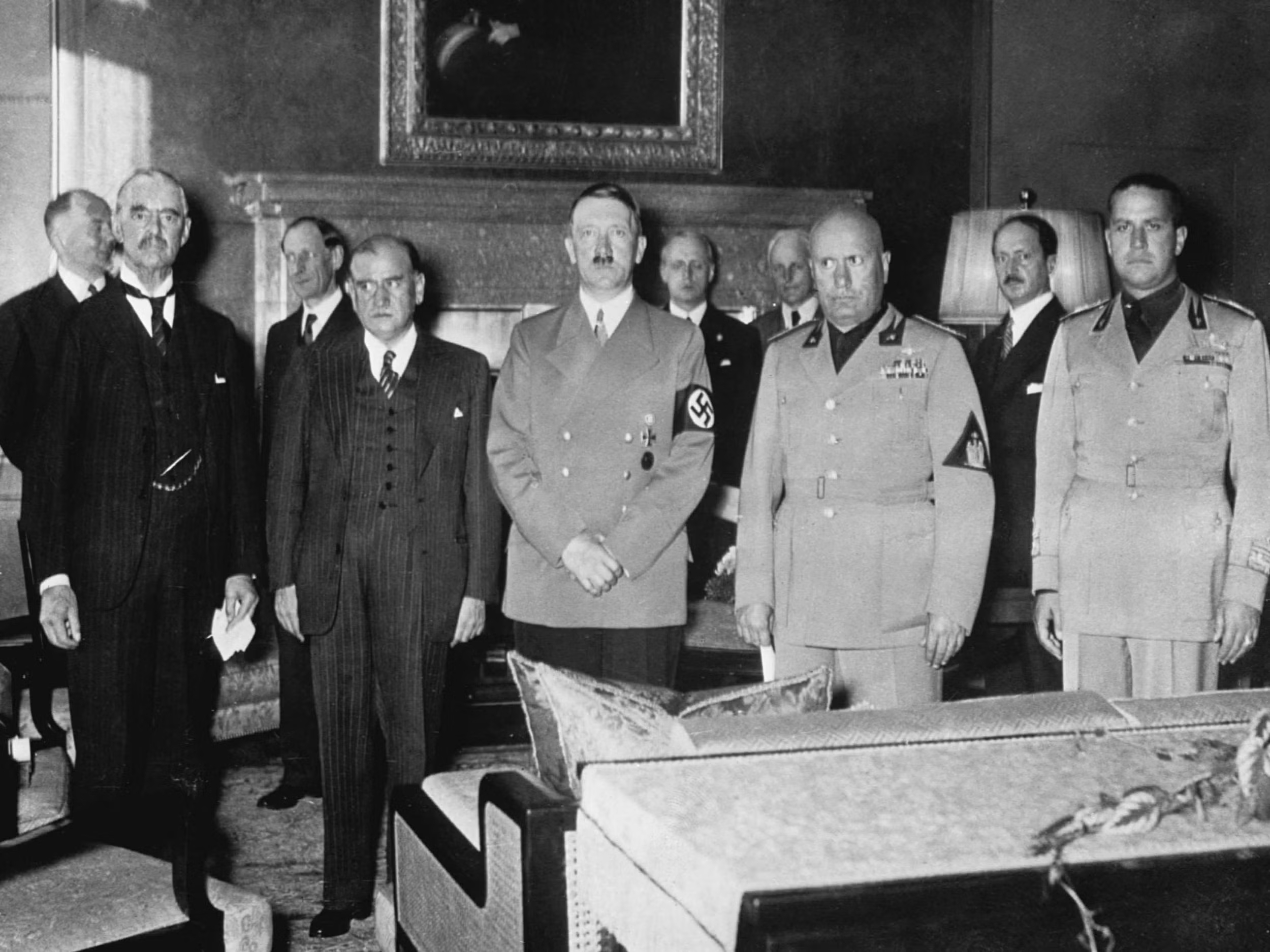
D'esquerra a dreta, Chamberlain, Daladier, Hitler, Mussolini i el ministre d'Afers Exteriors italià, el comte Galeazzo Ciano, mentre es preparen per signar l'Acord de Munic.

El matí del 29 de setembre, Chamberlain va sortir de l'aeròdrom d'Heston per a la seva tercera i última visita a Alemanya. En arribar a Munic, la delegació britànica va ser portada directament al Führerbau, on aviat van arribar Daladier, Mussolini i Hitler. Els quatre dirigents i els seus traductors van mantenir una reunió informal; Hitler va dir que tenia la intenció d'envair Txecoslovàquia l'1 d'octubre. Mussolini va distribuir una proposta semblant als termes Bad Godesberg de Hitler. En realitat, la proposta havia estat redactada per funcionaris alemanys i transmesa a Roma el dia anterior. Els quatre líders van debatre l'esborrany i Chamberlain va plantejar la qüestió de la compensació per al govern i els ciutadans txecoslovacs, però Hitler es va negar a considerar-ho.
Els líders es van unir per assessors després de dinar, i es van dedicar hores a llargues discussions sobre cada clàusula de l'esborrany d'acord "italià". A última hora del vespre, els britànics i francesos van marxar cap als seus hotels, dient que havien de demanar consell a les seves respectives capitals. Mentrestant, els alemanys i italians gaudien de la festa que Hitler havia pensat per a tots els participants. Durant aquest descans, l'assessor de Chamberlain, Sir Horace Wilson, es va reunir amb els txecoslovacs; els va informar de l'esborrany de l'acord i va preguntar quins districtes eren especialment importants per a ells. La conferència es va reprendre cap a les 10 de la nit i estava majoritàriament en mans d'un petit comitè de redacció. A la 1:30 del matí, l'Acord de Múnic estava preparat per a la signatura, tot i que la cerimònia de signatura es va retardar quan Hitler va descobrir que el tinter ornamentat del seu escriptori estava buit.
Chamberlain i Daladier van tornar al seu hotel i van informar els txecoslovacs de l'acord. Els dos primers ministres van instar l'acceptació ràpida per part dels txecoslovacs de l'acord, ja que l'evacuació per part dels txecs havia de començar l'endemà. A les 12.30 hores, el govern txecoslovac a Praga es va oposar a la decisió, però va acceptar els seus termes.

#### Conseqüències i recepció
| El retorn de Chamberlain a Gran Bretanya després de Munic                                    |
|                                                                                              |
| Neville Chamberlain speaks to the crowd upon arrival at Heston Aerodrome, 30 September 1938. |
|                                                                                              |

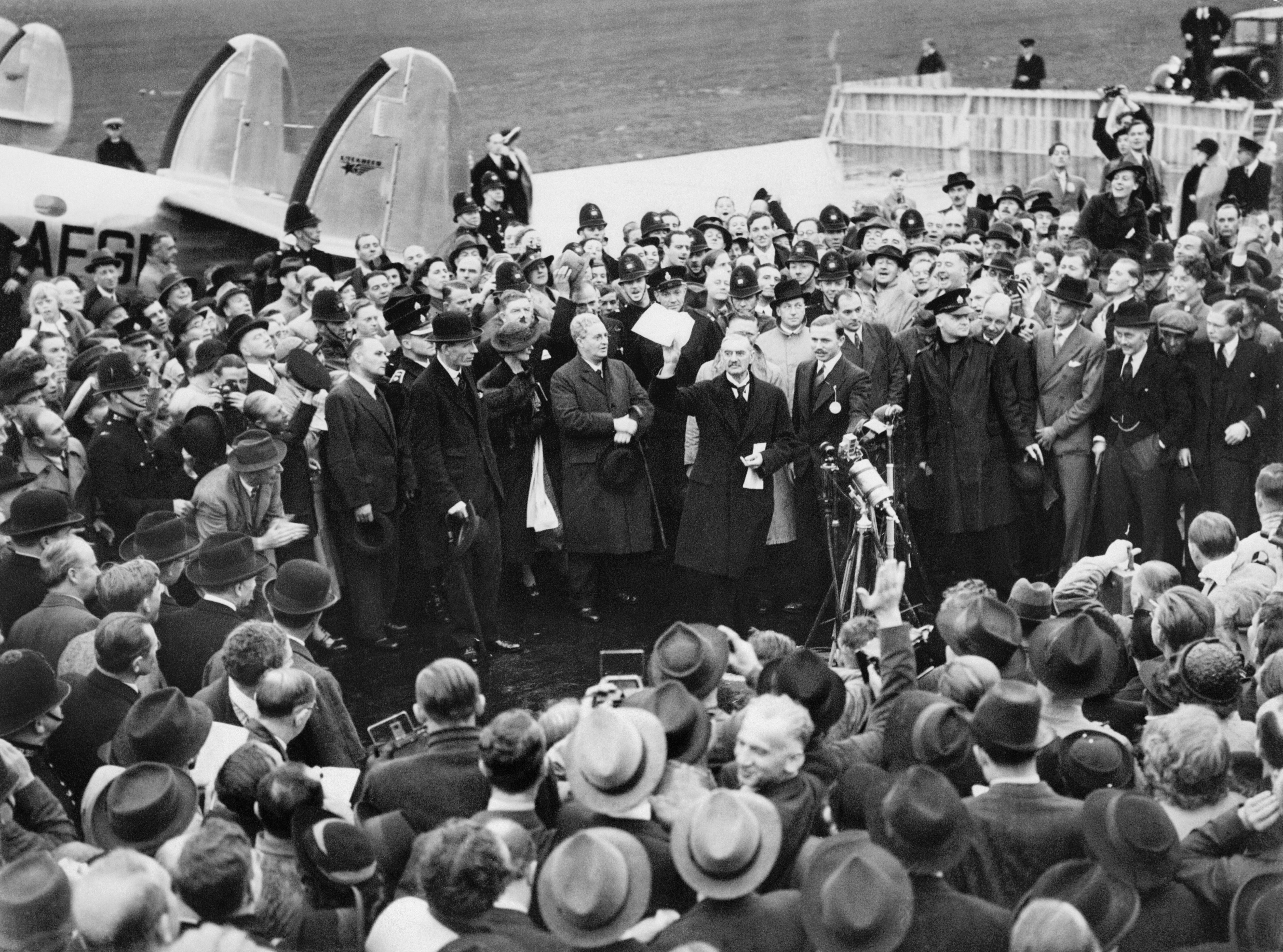
Chamberlain sostenint el document signat per Hitler i ell mateix quan tornava de Munic a l'aeròdrom d'Heston.

Abans de sortir del Führerbau, Chamberlain va demanar una conferència privada amb Hitler. Hitler va acceptar, i tots dos es van reunir a l'apartament de Hitler a la ciutat més tard aquell matí. Chamberlain va instar a la moderació en l'aplicació de l'acord i va demanar que els alemanys no bombardegessin Praga si els txecs resistien, cosa que Hitler semblava d'acord. Chamberlain va treure de la seva butxaca un document titulat "Acord anglo-alemany", que contenia tres paràgrafs, inclosa una declaració que les dues nacions consideraven l'Acord de Munic "simbòlic del desig dels nostres dos pobles de no tornar mai a la guerra". Segons Chamberlain, Hitler va interposar " Ja! Ja! " ("Sí! Sí!"). Els dos homes van signar el paper en aquell moment. Quan, més tard aquell dia, el ministre d'Afers Exteriors alemany, Joachim von Ribbentrop, va protestar contra Hitler per haver-lo signat, el Führer va respondre: "Oh, no ho prenguis tan seriosament. Aquest tros de paper no té més importància." En canvi, Chamberlain, quan va tornar al seu hotel per dinar, es va donar una palmada a la butxaca i va dir: "Ja ho tinc!" Es va filtrar la paraula del resultat de les reunions abans del retorn de Chamberlain, causant delit entre molts a Londres però tristor per a Churchill i els seus partidaris.
Chamberlain va tornar a Londres amb triomf. Grans multituds van assaltar Heston, on va ser rebut pel Lord Chamberlain, el comte de Clarendon, que li va lliurar una carta del rei Jordi VI en què li assegurava l'agraïment durador de l'Imperi i l'instava a dirigir-se directament al palau de Buckingham per informar. Els carrers estaven tan plens de gent que animava que Chamberlain va trigar una hora i mitja a recórrer les nou milles (14 km) des d'Heston fins al Palau. Després de presentar-se al rei, Chamberlain i la seva dona van aparèixer al balcó del palau amb el rei i la reina. Després va anar a Downing Street; tant el carrer com el vestíbul del número 10 estaven plens de gom a gom. Mentre pujava per dirigir-se a la multitud des d'una finestra del primer pis, algú li va cridar: "Neville, puja a la finestra i digues 'pau per al nostre temps'".  Chamberlain es va girar i va respondre: "No, no faig aquest tipus de coses." No obstant això, en la seva declaració a la multitud, Chamberlain va recordar les paraules del seu predecessor, Benjamin Disraeli, al retorn d'aquest del Congrés de Berlín: 
| « | Bons amics meus, aquesta és la segona vegada que torna d'Alemanya a Downing Street la pau amb honor. Crec que és la pau per al nostre temps. Us donem les gràcies de tot cor. Ara us recomano anar a casa i dormir tranquil·lament als vostres llits. | » |

El rei Jordi va fer una declaració al seu poble: "Després dels magnífics esforços del primer ministre en la causa de la pau, és la meva fervorosa esperança que una nova era d'amistat i prosperitat pugui començar entre els pobles del món." Quan el rei es va reunir amb Duff Cooper, que va dimitir com a Primer Lord de l'Almirallat per l'Acord de Munic, va dir a Cooper que respectava les persones que tenien el coratge de les seves conviccions, però que no podien estar d'acord amb ell. Va escriure a la seva mare, la reina Maria, que "el primer ministre estava encantat amb els resultats de la seva missió, com tots nosaltres." Ella va respondre al seu fill amb ira contra els que parlaven contra Chamberlain: "Va portar la pau a casa, per què no poden estar agraïts?" La majoria dels diaris van donar suport a Chamberlain sense crítica, i va rebre milers de regals, des d'un servei de sopar de plata fins a molts dels seus paraigües.
Els Comuns van discutir l'Acord de Múnic el 3 d'octubre. Tot i que Cooper va obrir exposant les raons de la seva dimissió i Churchill va parlar durament en contra del pacte, cap conservador va votar en contra del govern. Només entre 20 i 30 es van abstenir, inclosos Churchill, Eden, Cooper i Harold Macmillan.

### Camí cap a la guerra (octubre de 1938 - agost de 1939)
Després de Múnic, Chamberlain va continuar seguint un curs de rearmament prudent. Va dir al Cabinet a principis d'octubre de 1938: "Seria una bogeria que el país deixés de rearmar-se fins que estiguéssim convençuts que altres països actuarien de la mateixa manera. De moment, per tant, no hauríem de relaxar cap partícula d'esforç fins que les nostres deficiències s'hagin corregit." Més tard, a l'octubre, es va resistir a les crides per posar la indústria en peu de guerra, convençut que aquesta acció demostraria a Hitler que Chamberlain havia decidit abandonar Múnic. Chamberlain esperava que l'entesa que havia signat amb Hitler a Múnic conduís a una solució general de les disputes europees, però Hitler no va expressar gens d'interès públic a seguir l'acord. Després d'haver considerat les eleccions generals immediatament després de Múnic, Chamberlain va reorganitzar el seu gabinet. A finals d'any, les preocupacions públiques van fer que Chamberlain conclogués que "desfer-se d'aquesta Cambra dels Comuns incòmoda i descontenta mitjançant unes eleccions generals" seria "suïcida".
Malgrat la relativa tranquil·litat de Hitler quan el "Reich" va absorbir els Sudets, les preocupacions de política exterior van continuar preocupant a Chamberlain. Va fer viatges a París i Roma, amb l'esperança de persuadir els francesos per accelerar el seu rearmament i Mussolini perquè tingués una influència positiva sobre Hitler. dels membres del seu gabinet, liderats pel secretari d'Afers Exteriors Lord Halifax, van començar a allunyar-se de la política d'apaivagament. Halifax ja estava convençut que Múnic, encara que "millor que una guerra europea", havia estat "un negoci horrible i humiliant". La repulsió pública pel pogrom de la Kristallnacht el 9 de novembre de 1938 va fer inacceptable qualsevol intent d'"acostament" amb Hitler, encara que Chamberlain no va abandonar les seves esperances
Amb l'esperança de la reconciliació amb Alemanya, Chamberlain va pronunciar un discurs important a Birmingham el 28 de gener de 1939, en el qual va expressar el seu desig de pau internacional, i va fer enviar una còpia anticipada a Hitler a Berchtesgaden. Hitler semblava respondre; en el seu discurs del "Reichstag" del 30 de gener de 1939, va afirmar que volia una "llarga pau". Chamberlain confiava que les millores en la defensa britànica des de Múnic portarien el dictador a la taula de negociació. Aquesta creença va ser reforçada pel discurs conciliador d'un funcionari alemany que va donar la benvinguda a l'ambaixador Henderson de tornada a Berlín després d'una absència per rebre tractament mèdic a la Gran Bretanya. Chamberlain va respondre amb un discurs a Blackburn el 22 de febrer amb l'esperança que les nacions resolguessin les seves diferències mitjançant el comerç, i es va agradar quan els seus comentaris es van publicar als diaris alemanys. Amb els assumptes que semblaven millorar, el govern de Chamberlain sobre la Cambra dels Comuns va ser ferm i estava convençut que el govern "tornaria a casa" a les eleccions de finals de 1939.
El 15 de març de 1939, Alemanya va envair les províncies txeques de Bohèmia i Moràvia, inclosa Praga. Tot i que la resposta parlamentària inicial de Chamberlain va ser, segons el biògraf Nick Smart, "feble", en 48 hores s'havia pronunciat amb més contundència contra l'agressió alemanya. En un altre discurs de Birmingham, el 17 de març, Chamberlain va advertir que Hitler estava intentant "dominar el món per la força" i que "no es podria cometre un error més gran que suposar això perquè creu que la guerra és una cosa sense sentit i cruel. la nació ha perdut tant la seva fibra que no participarà al màxim de la seva potència per resistir un desafiament com aquest si mai es fes." El primer ministre va qüestionar si la invasió de Txecoslovàquia era "el final d'una vella aventura, o l'inici d'una nova" i si era "un pas en la direcció d'un intent de dominar el món per la força." El secretari colonial Malcolm MacDonald va dir, "si bé el primer ministre una vegada va ser un fort defensor de la pau, ara definitivament ha girat cap al punt de vista de la guerra." Aquest discurs va rebre una aprovació generalitzada a la Gran Bretanya i el reclutament per als serveis armats va augmentar considerablement.
Chamberlain es va proposar construir una sèrie de pactes de defensa entre la resta de països europeus com un mitjà per dissuadir a Hitler de la guerra. Va buscar un acord entre la Gran Bretanya, França, l'URSS i Polònia, pel qual els tres primers acudirien a l'ajuda de Polònia si la seva independència estava amenaçada, però la desconfiança polonesa cap a la Unió Soviètica va fer que aquestes negociacions fracassessin. En canvi, el 31 de març de 1939, Chamberlain va informar a una Cambra dels Comuns que aprovava les garanties britàniques i franceses que prestarien a Polònia tota l'ajuda possible en cas de qualsevol acció que amenacés la independència polonesa. En el debat posterior, Eden va declarar que la nació estava ara unida darrere del govern. Fins i tot Churchill i Lloyd George van elogiar el govern de Chamberlain per emetre la garantia a Polònia.
El primer ministre va prendre altres mesures per dissuadir a Hitler de l'agressió. Va duplicar la mida de l'Exèrcit Territorial, va crear un Ministeri d'Aprovisionament per agilitzar el subministrament d'equips a les forces armades i va instituir el reclutament militar en temps de pau. La invasió italiana d'Albània el 7 d'abril de 1939 va fer que es donés garanties a Grècia i Romania. El 17 de juny de 1939, Handley Page va rebre una comanda de 200 bombarders mitjans bimotors Hampden, i el 3 de setembre de 1939, la cadena d'estacions de radar que envoltava la costa britànica estava totalment operativa.
Chamberlain es va mostrar reticent a buscar una aliança militar amb la Unió Soviètica; desconfiava de Ióssif Stalin ideològicament i pensava que hi havia poc a guanyar, ateses les recents purgues massives de l'Exèrcit Roig. Gran part del seu gabinet va afavorir aquesta aliança, i quan Polònia va retirar la seva objecció a una aliança anglosoviètica, Chamberlain no va tenir més remei que procedir. Les converses amb el ministre d'Afers Exteriors soviètic Viatxeslav Mólotov, a la qual la Gran Bretanya només va enviar una delegació de baix nivell, es van allargar durant diversos mesos i finalment es van esfondrar el 14 d'agost de 1939 quan Polònia i Romania es van negar a permetre que les tropes soviètiques s'estacionessin als seus territoris. Una setmana després del fracàs d'aquestes converses, la Unió Soviètica i Alemanya van signar el Pacte Mólotov-Ribbentrop, comprometent els països a no agredir-se els uns als altres. Un acord secret dividia Polònia en cas de guerra. Chamberlain havia ignorat els rumors d'un "acostament" soviètic-alemany i va desestimar el pacte anunciat públicament, afirmant que no afectava de cap manera les obligacions britàniques envers Polònia. El 23 d'agost de 1939, Chamberlain va fer lliurar a Henderson una carta a Hitler dient-li que la Gran Bretanya estava totalment preparada per complir amb les seves obligacions amb Polònia. Hitler va ordenar als seus generals que es preparessin per a una invasió de Polònia, dient-los: "Els nostres enemics són petits cucs. Els vaig veure a Múnic."

### Líder de guerra (1939–1940)

#### Declaració de guerra
Alemanya va envair Polònia a la matinada de l'1 de setembre de 1939. El gabinet britànic es va reunir a última hora del matí i va emetre un avís a Alemanya que, tret que es retirés del territori polonès, el Regne Unit compliria les seves obligacions amb Polònia. Quan la Cambra dels Comuns es va reunir a les 6:00 pm, Chamberlain i el líder adjunt laborista Arthur Greenwood (substituint al malalt Clement Attlee) van entrar a la cambra amb forts aplaudiments. Chamberlain va parlar emocionalment, culpant del conflicte a Hitler.
No es va fer cap declaració formal de guerra immediatament. El ministre d'Afers Exteriors francès, Georges Bonnet, va declarar que França no podia fer res fins que el seu parlament es reunís el 2 de setembre al vespre. Bonnet intentava reunir el suport per a una cimera a l'estil de Munic proposada pels italians que se celebraria el 5 de setembre. El gabinet britànic va exigir que Hitler rebé un ultimàtum immediatament i si no es retiraven les tropes a finals del 2 de setembre, la guerra es declararia immediatament. Chamberlain i Halifax estaven convençuts per les súpliques de Bonnet, des de París, que França necessitava més temps per a la mobilització i l'evacuació. Chamberlain va ajornar l'expiració de l'ultimàtum que, de fet, encara no s'havia complert. La llarga declaració de Chamberlain a la Cambra dels Comuns no va fer menció d'un ultimàtum i, en conseqüència, va ser mal rebuda per la Cambra. Quan Greenwood es va aixecar per "parlar per les classes treballadores", el diputat conservador i antic primer lord de l'Almirallat Leo Amery va cridar: "Parla per Anglaterra, Arthur!" donant a entendre que el primer ministre no ho feia. Chamberlain va respondre que les dificultats telefòniques estaven dificultant la comunicació amb París i va intentar dissipar els temors que els francesos s'estaven debilitant. Va tenir poc èxit; massa membres sabien dels esforços de Bonnet. El diputat nacional laborista i diarista Harold Nicolson va escriure més tard: "En aquests pocs minuts va perdre la seva reputació." L'aparent retard va fer témer que Chamberlain tornés a buscar un acord amb Hitler. L'últim gabinet de pau de Chamberlain es va reunir a les 11:30 d'aquella nit, amb una tempesta que esclatava a l'exterior, i va determinar que l'ultimàtum es presentaria a Berlín a les nou del matí següent, per expirar dues hores més tard, davant la Cambra de Comuns reunits al migdia. A les 11:15 am, 3 de setembre de 1939, Chamberlain es va dirigir a la nació per ràdio, afirmant que el Regne Unit estava en guerra amb Alemanya:
| « | Us parlo des de la sala del gabinet al número 10 de Downing Street. Aquest matí, l'ambaixador britànic a Berlín ha lliurat al govern alemany una nota final on s'indica que si no sabem d'ells a les 11 en punt que estaven preparats immediatament per retirar les seves tropes de Polònia, existiria un estat de guerra entre nosaltres. Us he de dir ara que no s'ha rebut cap compromís d'aquest tipus i que, per tant, aquest país està en guerra amb Alemanya..& (...) Tenim la consciència tranquil·la, hem fet tot el que qualsevol país podia fer per establir la pau, però una situació en la qual no es podia confiar en cap paraula donada pel governant d'Alemanya, i cap poble o país podria sentir-se segur. esdevingui intolerable... Ara que Déu us beneeixi a tots i que defensi el dret. Perquè lluitarem contra les coses dolentes, la força bruta, la mala fe, la injustícia, l'opressió i la persecució. I contra ells estic segur que el dret prevaldrà. | » |

Aquella tarda, Chamberlain es va dirigir a la primera sessió dominical de la Cambra dels Comuns en més de cent vint anys. Va parlar amb una Cambra tranquil·la en un comunicat que fins i tot els opositors van qualificar de "modèlic i, per tant, eficaç":
| « | Tot el que he treballat, tot el que he esperat, tot el que he cregut durant la meva vida pública s'ha enfonsat en ruïnes. Només em queda una cosa per fer: és dedicar la força i el poder que tinc a fer arribar la victòria de la causa per la qual tant ens hem sacrificat. | » |

#### La "Guerra de broma"
Chamberlain va instituir un gabinet de guerra i va convidar els partits laborista i liberal a unir-se al seu govern, però van declinar. Va restaurar Churchill al Gabinet com a Primer Lord de l'Almirallat, amb un seient al Gabinet de Guerra. Chamberlain també va donar a Eden un lloc de govern (secretari dels dominis), però no un seient al petit gabinet de guerra. El nou Primer Lord va inundar el primer ministre amb un mar de llargues notes. Chamberlain va castigar a Churchill per haver enviat tantes notes, ja que tots dos es reunien al gabinet de guerra cada dia. Chamberlain va sospitar, correctament com va demostrar després de la guerra, que "aquestes cartes tenen el propòsit de ser citades en el Llibre que escriurà més endavant." Chamberlain també va dissuadir alguns dels plans de Churchill, com l'operació Catherine, que hauria enviat tres cuirassats fortament blindats al mar Bàltic amb un portaavions i altres vaixells de suport com un mitjà per aturar els enviaments de mineral de ferro a Alemanya. Com que la guerra naval era l'únic front significatiu que implicava els britànics en els primers mesos del conflicte, el desig evident del Primer Lord de fer una guerra despietada i victoriosa el va establir com un líder d'espera en la consciència pública i entre els col·legues parlamentaris.
Amb poca acció terrestre a l'oest, els primers mesos de la guerra van ser batejades com la "Guerra de l'avorriment", després rebatejada com la "Guerra de broma" pels periodistes. Chamberlain, en comú amb la majoria dels oficials i generals aliats, va considerar que la guerra es podia guanyar amb relativa rapidesa mantenint la pressió econòmica sobre Alemanya mitjançant un bloqueig mentre continuava amb el rearmament. El primer ministre es va mostrar reticent a anar massa lluny per alterar l'economia britànica. El govern va presentar un pressupost de guerra d'emergència sobre el qual Chamberlain va declarar, "l'únic que importa és guanyar la guerra, tot i que podem fer fallida en el procés." Les despeses del govern van augmentar poc més que la taxa d'inflació entre setembre de 1939 i març de 1940. Malgrat aquestes dificultats, Chamberlain encara va gaudir d'un índex d'aprovació tan alt com el 68% i gairebé el 60% l'abril de 1940.

#### Caiguda
A principis de 1940, els aliats van aprovar una campanya naval dissenyada per apoderar-se de la part nord de Noruega, un país neutral, inclòs el port clau de Narvik, i possiblement també per apoderar-se de les mines de ferro de Gällivare al nord de Suècia, de les quals Alemanya va obtenir gran part del seu mineral de ferro. A mesura que el Bàltic es va congelar a l'hivern, el mineral de ferro va ser enviat al sud amb vaixell des de Narvik. Els aliats planejaven començar explotant les aigües noruegues, i així va provocar una reacció alemanya a Noruega, i després ocuparien gran part del país. Imprevist pels aliats, Alemanya també havia planejat ocupar Noruega, i el 9 d'abril les tropes alemanyes van ocupar Dinamarca i van començar una invasió de Noruega. Les forces alemanyes van envair ràpidament gran part del país. Els aliats van enviar tropes a Noruega, però van tenir poc èxit, i el 26 d'abril el Gabinet de Guerra va ordenar la retirada. Els opositors del primer ministre van decidir convertir el debat d'ajornament per al recés de Pentecosta en un desafiament a Chamberlain, que aviat va saber parlar del pla. Després de la ira inicial, Chamberlain va decidir lluitar.
El que es va conèixer com el "debat de Noruega" es va obrir el 7 de maig i va durar dos dies. Els discursos inicials, inclòs el de Chamberlain, no eren descriptius, però l'almirall de la flota Sir Roger Keyes, membre per Portsmouth Nord, amb uniforme complet, va pronunciar un atac fulminant contra la conducta de la campanya de Noruega, tot i que va excloure Churchill de les crítiques. Aleshores, Leo Amery va pronunciar un discurs que va concloure fent-se ressò de les paraules d'Oliver Cromwell sobre la dissolució del Llarg Parlament: "Has estat aquí massa temps per al bé que estàs fent. Marxa, dic, i deixem que acabem amb tu. En el nom de Déu, ves-te'n!"  Quan els laboristes van anunciar que demanarien una divisió de la Cambra dels Comuns, Chamberlain va demanar als seus "amics —i encara tinc alguns amics en aquesta Cambra— per donar suport al govern aquesta nit." Com que l'ús de la paraula "amics" era un terme convencional per referir-se als col·legues del partit, i, segons el biògraf Robert Self, molts parlamentaris ho van prendre així, va ser un "error de judici" que Chamberlain es referia a lleialtat al partit "quan la gravetat de la situació bèl·lica requeria unitat nacional." Lloyd George es va unir als atacants, i Churchill va concloure el debat amb un discurs enèrgic en suport al govern. Quan es va produir la divisió, el govern, que tenia una majoria normal de més de 200, es va imposar només per 81, amb 38 diputats que van rebre el vot del govern en contra, amb entre 20 i 25 abstencions.
Chamberlain va passar gran part del 9 de maig en reunions amb els seus col·legues del gabinet. Molts diputats conservadors, fins i tot els que havien votat en contra del govern, van indicar el 9 de maig i els dies següents que no desitjaven que Chamberlain se n'anés sinó que intentarien reconstruir el seu govern. Chamberlain va decidir que dimitiria tret que el Partit Laborista estigués disposat a unir-se al seu govern, i per això es va reunir amb Attlee més tard aquell dia. Attlee no estava disposat, però va acceptar consultar el seu Executiu Nacional després reunit a Bournemouth. Chamberlain va afavorir Halifax com el pròxim primer ministre, però Halifax es va mostrar reticent a pressionar les seves pròpies afirmacions pensant que la seva posició a la Cambra dels Lords limitaria la seva eficàcia a la Cambra dels Comuns, i Churchill va sorgir com l'opció. L'endemà, Alemanya va envair els Països Baixos i Chamberlain es va plantejar continuar al càrrec. Attlee va confirmar que els laboristes no servirien sota Chamberlain, tot i que estaven disposats a servir sota una altra persona. En conseqüència, Chamberlain va anar al palau de Buckingham per dimitir i aconsellar al rei que enviés a buscar Churchill. Churchill més tard va expressar agraïment a Chamberlain per no aconsellar al rei que enviés a Halifax, que hauria comptat amb el suport de la majoria dels diputats del govern. En una transmissió de renúncia aquella nit, Chamberlain va dir a la nació:
| Neville Chamberlain dimiteix                                                                                   |
| |
| Neville Chamberlain parla a la nació després de la seva dimissió com a primer ministre, el 10 de maig de 1940. |
| |

| « | Perquè ha arribat l'hora en què ens posarem a prova, ja que la gent innocent d'Holanda, Bèlgica i França ja s'està posant a prova. I tu i jo hem d'agrupar-nos darrere del nostre nou líder, i amb la nostra força unida, i amb un coratge inquebrantable lluitar i treballar fins que aquesta bèstia salvatge, que ha sortit del seu cau sobre nosaltres, hagi estat finalment desarmada i enderrocada.. | » |

La reina Isabel va dir a Chamberlain que la seva filla, la princesa Elisabet, va plorar mentre escoltava l'emissió. Churchill va escriure per expressar el seu agraïment per la voluntat de Chamberlain d'estar al seu costat en l'hora de necessitat de la nació, i Baldwin, l'únic antic primer ministre viu a més de Chamberlain i Lloyd George, va escriure: "Has passat pel foc des que estàvem parlant junts fa només quinze dies, i heu sortit or pur.

## Lord president del Consell
Fora de la pràctica habitual, Chamberlain no va emetre cap llista d'honor de dimissió.  Amb Chamberlain sent líder del Partit Conservador, i amb molts parlamentaris encara donant-li suport i desconfiant del nou primer ministre, Churchill es va abstenir de qualsevol purga dels lleials a Chamberlain. Churchill desitjava que Chamberlain tornés a l'Erari, però ell va declinar, convençut que això comportaria dificultats amb el Partit Laborista. En comptes d'això, va acceptar el càrrec de Lord president del Consell amb un escó al gabinet de guerra reduït de cinc membres. Quan Chamberlain va entrar a la Cambra dels Comuns el 13 de maig de 1940, per primera vegada des de la seva dimissió, "els diputats van perdre el cap, van cridar, van aplaudir, van agitar els seus papers d'ordre i la seva recepció va ser una ovació habitual." La Cambra va rebre a Churchill amb fredor." alguns dels seus grans discursos a la cambra, com ara "Lluitarem a les platges", només es van trobar amb un entusiasme a mitges.
La caiguda del poder de Chamberlain el va deixar profundament deprimit; va escriure: "Pocs homes poden haver conegut una inversió semblant de la fortuna en tan poc temps." Va lamentar especialment la pèrdua de Chequers com "un lloc on he estat tan feliç", tot i que després d'una visita de comiat dels Chamberlain el 19 de juny, va escriure: "Estic content ara que ho he fet, i em deixarà Chequers fora del cap." Com a lord president, Chamberlain va assumir grans responsabilitats sobre qüestions domèstiques i va presidir el gabinet de guerra durant les nombroses absències de Churchill. Més tard, Attlee el va recordar com "lliure de qualsevol rancor que podria haver sentit contra nosaltres. Va treballar molt i molt bé: un bon president, un bon comitè, sempre molt empresarial." Com a president del Comitè del Lord President, va exercir una gran influència sobre l'economia en temps de guerra. Halifax va informar al gabinet de guerra el 26 de maig de 1940, amb els Països Baixos conquerits i el primer ministre francès Paul Reynaud advertint que França podria haver de signar un armistici, que els contactes diplomàtics amb una Itàlia encara neutral oferien la possibilitat d'una negociació. pau. Halifax va instar a seguir i veure si es podia obtenir una oferta que valgui la pena. La batalla al llarg de l'acció dins del gabinet de guerra va durar tres dies; la declaració de Chamberlain l'últim dia, que era poc probable que hi hagués una oferta acceptable i que l'assumpte no s'hauria de seguir en aquell moment, va ajudar a persuadir el gabinet de guerra perquè rebutgés les negociacions.

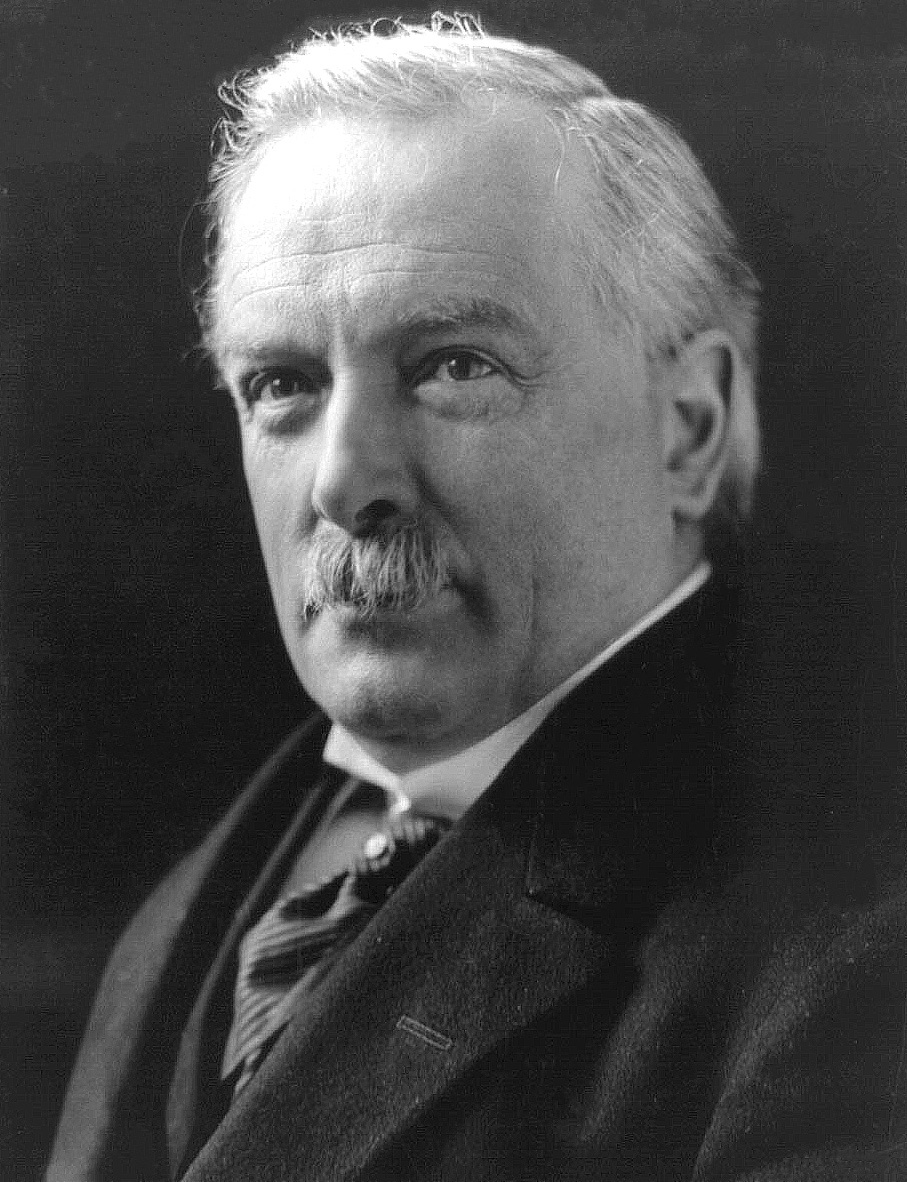
David Lloyd George, primer ministre 1916-1922, el menyspreu del qual per Chamberlain va ser correspost.

Dos cops al maig de 1940, Churchill va abordar el tema de portar Lloyd George al govern. Cada vegada, Chamberlain va indicar que a causa de la seva antipatia de llarga data es retiraria immediatament si Lloyd George fos nomenat ministre. Churchill no va nomenar Lloyd George, però va tornar a parlar del tema amb Chamberlain a principis de juny. Aquesta vegada, Chamberlain va acceptar el nomenament de Lloyd George, sempre que Lloyd George donés una garantia personal per deixar de banda la baralla. Lloyd George es va negar a servir al govern de Churchill.
Chamberlain va treballar per alinear el seu Partit Conservador darrere de Churchill, treballant amb el Cap Whip, David Margesson, per superar les sospites i les aversions dels membres cap al primer ministre. El 4 de juliol, després de l'atac britànic a la flota francesa, Churchill va entrar a l'hemicicle amb un gran aplaudiment dels diputats conservadors orquestrats per tots dos, i el primer ministre es va veure gairebé emocionat davant el primer aplaudiment que havia rebut des dels bancs del seu propi partit des de maig. Churchill va retornar la lleialtat, negant-se a considerar els intents laboristes i liberals d'expulsar a Chamberlain del govern. Quan van aparèixer crítiques a Chamberlain a la premsa, i quan Chamberlain es va assabentar que els laboristes pretenien utilitzar una propera sessió secreta del Parlament com a plataforma per atacar-lo, va dir a Churchill que només podia defensar-se atacant els laboristes. El primer ministre va intervenir amb el Partit Laborista i la premsa i les crítiques van cessar, segons Chamberlain, "com tancar una aixeta".
El juliol de 1940, "Cato" (pseudònim de tres periodistes, el futur líder laborista Michael Foot, l'antic diputat liberal Frank Owen i el conservador Peter Howard) va publicar una polèmica titulada Guilty Men. Va atacar l'expedient del Govern Nacional, al·legant que no s'havia preparat adequadament per a la guerra. Va demanar la destitució de Chamberlain i altres ministres que suposadament havien contribuït als desastres britànics de la primera part de la guerra. El llibre curt va vendre més de 200.000 exemplars, molts dels quals es van passar de mà en mà, i va arribar a 27 edicions en els primers mesos, tot i no ser portat per diverses llibreries importants. Segons l'historiador David Dutton, "el seu impacte en la reputació de Chamberlain, tant entre el públic en general com dins del món acadèmic, va ser realment profund."
Chamberlain havia gaudit durant molt de temps d'una salut excel·lent, llevat d'atacs ocasionals de gota, però el juliol de 1940 tenia un dolor gairebé constant. Va buscar tractament, i més tard aquell mes va ingressar a l'hospital per ser operat. Els cirurgians van descobrir que patia un càncer d'intestí terminal, però li van ocultar i li van dir que no necessitaria més cirurgia. Chamberlain va reprendre la feina a mitjan agost. Va tornar a la seva oficina el 9 de setembre, però va renovar el dolor, agreujat pel bombardeig nocturn de Londres que el va obligar a anar a un refugi antiaeri i li va negar el descans, va minvar les seves energies i va sortir de Londres per última vegada el 9 de setembre. 19 de setembre, tornant a Highfield Park a Heckfield. Chamberlain va oferir la seva renúncia a Churchill el 22 de setembre de 1940. El primer ministre inicialment es va mostrar reticent a acceptar, però com tots dos homes es van adonar que Chamberlain mai tornaria a treballar, Churchill finalment li va permetre dimitir. El primer ministre va preguntar si Chamberlain acceptaria el màxim orde de cavalleria britànica, l'Orde de la Lligacama, del qual el seu germà havia estat membre. Chamberlain es va negar, dient que "preferiria morir senzillament com a 'Sr Chamberlain', com el meu pare abans que jo, sense cap títol".
En el poc temps que li quedava, Chamberlain es va enfadar pels comentaris de la premsa "curts, freds i majoritàriament depreciadors" sobre la seva jubilació, segons ell escrit "sense el més petit signe de simpatia per l'home ni tan sols cap comprensió que hi hagi pot ser una tragèdia humana en segon pla." El rei i la reina van baixar de Windsor per visitar l'home moribund el 14 d'octubre. Chamberlain va rebre centenars de cartes simpàtiques d'amics i partidaris. Va escriure a John Simon, que havia servit com a canceller de l'Erari al govern de Chamberlain:
| « | Va ser l'esperança de fer alguna cosa per millorar les condicions de vida de les persones més pobres el que em va portar a la política a la meitat de la vida passada, i és una satisfacció per a mi haver pogut dur a terme una part de la meva ambició fins i tot. encara que la seva permanència es pugui veure desafiada per la destrucció de la guerra. Per la resta, no em penedeixo de res del que he fet i no veig res desfet del que hauria d'haver fet. Per tant, em contento d'acceptar el destí que tan sobtadament m'ha avançat. | » |

## Mort
Chamberlain va morir de càncer d'intestí el 9 de novembre de 1940 a l'edat de setanta-un anys. Un servei funerari va tenir lloc a l'abadia de Westminster cinc dies després el dijous 14 de novembre. A causa de problemes de seguretat en temps de guerra, la data i l'hora no es van donar a conèixer àmpliament. L'antic secretari privat de Chamberlain, John Colville, va actuar com a acomodador del servei, mentre que Winston Churchill i Lord Halifax van actuar com a portadors. Després de la cremació, les seves cendres van ser enterrades a l'Abadia al costat de les d'Andrew Bonar Law. Churchill va elogiar a Chamberlain a la Cambra dels Comuns tres dies després de la seva mort:
| « | Qualsevol altra cosa que la història pugui dir o no sobre aquests anys terribles i tremends, podem estar segurs que Neville Chamberlain va actuar amb perfecta sinceritat segons les seves llums i es va esforçar al màxim de la seva capacitat i autoritat, que eren poderoses, per salvar el món de l'horrible i devastadora lluita en què estem compromesos ara. Només això li servirà de bon lloc pel que fa al que s'anomena el veredicte de la història. | » |

Encara que alguns partidaris de Chamberlain van trobar que l'oratori de Churchill era un elogi del difunt primer ministre, Churchill va afegir menys públicament: "Què faré sense el pobre Neville? Jo confiava en ell per cuidar el Front Interior per mi." Entre d'altres que van rendir homenatge a Chamberlain als Comuns i a la Cambra dels Lords el 12 de novembre de 1940, hi havia el secretari d'Afers Exteriors Lord Halifax, el líder del Partit Laborista, Clement Attlee i el Sir Archibald Sinclair, líder del Partit Liberal i ministre de l'Aire. S'esperava que David Lloyd George, l'únic ex primer ministre que quedava als Comuns, parlés, però es va abstenir del procediment. Sempre propers a la seva família, els marmessors del testament de Chamberlain eren els seus cosins, Wilfred Byng Kenrick i Sir Wilfrid Martineau, tots dos, com Chamberlain, eren alcaldes de Birmingham.

## Llegat i reputació

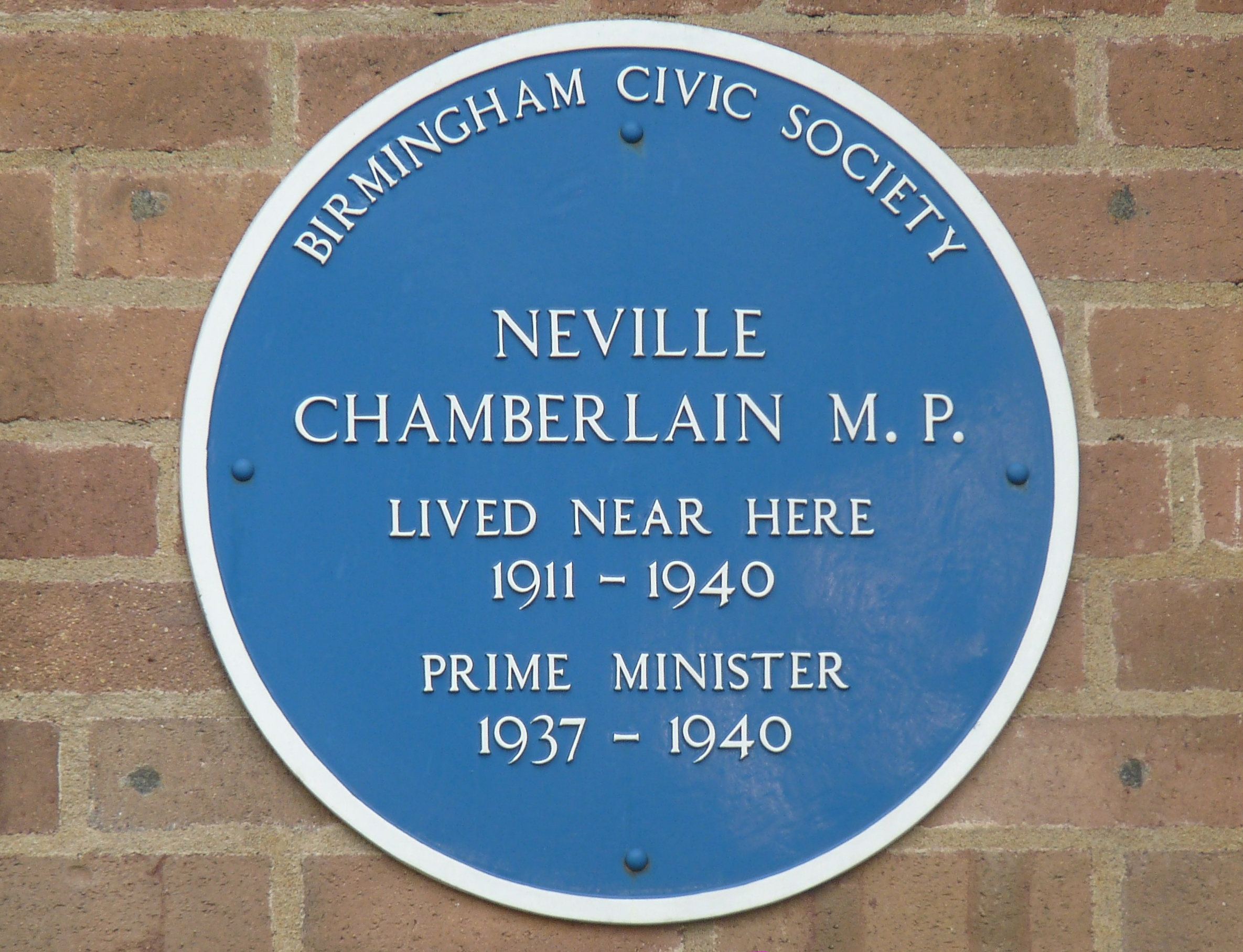
Placa blava en honor a Chamberlain, Edgbaston, Birmingham

Uns dies abans de la seva mort, Neville Chamberlain va escriure:
| « | Pel que fa a la meva reputació personal, no em molesta gens ni mica. Les cartes que encara estic rebent en quantitats tan grans tan unànimement en el mateix punt, és a dir, sense Munic la guerra s'hauria perdut i l'Imperi destruït l'any 1938... No sento la visió contrària... tens una oportunitat de supervivència. Fins i tot si no es publiqués res més que donés la veritable història interna dels últims dos anys, no hauria de témer el veredicte de l'historiador. | » |

Guilty Men no va ser l'únic tracte de la Segona Guerra Mundial que va danyar la reputació de Chamberlain. Were Not All Wrong, publicat el 1941, va adoptar una actitud similar a Guilty Men, argumentant que els parlamentaris liberals i laboristes, i un petit nombre de conservadors, havien lluitat contra les polítiques d'apaivagament de Chamberlain. L'autor, el diputat liberal Geoffrey Mander, havia votat en contra del reclutament militar l'any 1939. Una altra polèmica contra les polítiques conservadores va ser Why Not Trust the Tories (1944, escrit per "Gracchus", que després es va revelar que seria el futur ministre laborista Aneurin Bevan), que va castigar els conservadors per les decisions de política exterior de Baldwin i Chamberlain. Tot i que uns quants conservadors van oferir les seves pròpies versions dels esdeveniments, sobretot el diputat Quintin Hogg a la seva obra The Left Was Never Right de 1945, al final de la guerra, hi havia una creença pública molt forta que Chamberlain era culpable de greus judicis diplomàtics i militars que gairebé havia provocat la derrota de la Gran Bretanya.
La reputació de Chamberlain va ser devastada per aquests atacs des de l'esquerra. El 1948, amb la publicació de The Gathering Storm, el primer volum del conjunt de sis volums de Churchill, La Segona Guerra Mundial, Chamberlain va patir un assalt encara més greu des de la dreta. Tot i que Churchill va declarar en privat, "això no és història, aquest és el meu cas", la seva sèrie encara va tenir una gran influència. Churchill va representar a Chamberlain com a benintencionat, però feble, cec a l'amenaça que suposava Hitler i inconscient del fet que (segons Churchill) Hitler podria haver estat destituït del poder per una gran coalició d'estats europeus. Churchill va suggerir que el retard de l'any entre Múnic i la guerra va empitjorar la posició de la Gran Bretanya i va criticar a Chamberlain tant per les decisions en temps de pau com en temps de guerra. En els anys posteriors a la publicació dels llibres de Churchill, pocs historiadors van posar en dubte el seu judici.
Anne Chamberlain, la vídua de l'antic primer ministre, va suggerir que el treball de Churchill estava ple d'assumptes que "no són incorreccions reals que es poguessin corregir fàcilment, sinó omissions i suposicions generalitzades que ara certes coses es reconeixen com a fets que en realitat no tenen aquesta posició".
Moltes de les cartes familiars de Chamberlain i els seus extensos documents personals van ser llegats per la seva família el 1974 als Arxius de la Universitat de Birmingham. Durant la guerra, la família Chamberlain havia encarregat a l'historiador Keith Feiling que elaborés una biografia oficial, i li va donar accés als diaris i papers privats de Chamberlain. Tot i que Feiling tenia el dret d'accés als documents oficials com a biògraf oficial d'una persona recentment morta, potser no n'havia estat al corrent, i el secretari del gabinet va negar les seves sol·licituds d'accés.
Tot i que Feiling va produir el que l'historiador David Dutton va descriure el 2001 com "la biografia d'un sol volum més impressionant i persuasiva" de Chamberlain (completada durant la guerra i publicada el 1946), no va poder reparar el dany que ja havia fet a la reputació de Chamberlain.
La biografia de Chamberlain de 1961 del diputat conservador Iain Macleod va ser la primera biografia important d'una escola de pensament revisionista sobre Chamberlain. El mateix any, A. J. P. Taylor, al seu Els orígens de la Segona Guerra Mundial, va trobar que Chamberlain havia rearmat adequadament la Gran Bretanya per a la defensa (tot i que un rearmament dissenyat per derrotar Alemanya hauria requerit recursos addicionals massius) i va descriure Munic com "un triomf per a tots". això va ser el millor i el més il·lustrat de la vida britànica… [i] per a aquells que havien denunciat amb valentia la duresa i la miopia de Versalles".
L'adopció de la "regla dels trenta anys" el 1967 va posar a disposició molts dels documents del govern de Chamberlain durant els tres anys següents, ajudant a explicar per què Chamberlain va actuar com ho va fer. Les obres resultants van alimentar molt l'escola revisionista, tot i que també incloïen llibres que criticaven fortament a Chamberlain, com ara Diplomacy of Illusion de Keith Middlemas de 1972 (que va retratar a Chamberlain com un polític experimentat amb ceguesa estratègica quan es tractava d'Alemanya). Els documents publicats van indicar que, contràriament a les afirmacions fetes a Guilty Men, Chamberlain no havia ignorat els consells del Ministeri d'Afers Exteriors ni havia fet cas o pas del seu gabinet. Altres documents publicats mostraven que Chamberlain s'havia plantejat buscar una gran coalició entre els governs europeus com la que més tard va defensar Churchill, però ho havia rebutjat perquè la divisió d'Europa en dos camps faria més, no menys probable, la guerra. També van demostrar que Chamberlain havia estat informat que els dominis, que seguien polítiques exteriors independents sota l'Estatut de Westminster, havien indicat que Chamberlain no podia dependre de la seva ajuda en cas d'una guerra continental. L'informe dels Caps d'Estat Major, que indicava que Gran Bretanya no podia impedir per la força que Alemanya conquerís Txecoslovàquia, va ser conegut públicament en aquest moment.
Com a reacció a l'escola de pensament revisionista sobre Chamberlain, va sorgir una escola postrevisionista a partir dels anys noranta, utilitzant els documents publicats per justificar les conclusions inicials de Guilty Men. L'historiador d'Oxford R.A.C. Parker va argumentar que Chamberlain podria haver forjat una estreta aliança amb França després de l'Anschluss, a principis de 1938, i començar una política de contenció d'Alemanya sota els auspicis de la Societat de Nacions. Tot i que molts escriptors revisionistes havien suggerit que Chamberlain havia tingut poques opcions o cap opció en les seves accions, Parker va argumentar que Chamberlain i els seus col·legues havien escollit la pacificació per sobre d'altres polítiques viables. En els seus dos volums, Chamberlain and Appeasement (1993) i Churchill and Appeasement (2000), Parker va afirmar que Chamberlain, a causa de la seva "personalitat poderosa i obstinada" i la seva habilitat en el debat, va fer que la Gran Bretanya abracés l'apaivagament en lloc d'una dissuasió efectiva. Parker també va suggerir que si Churchill tingués un alt càrrec a la segona meitat de la dècada de 1930, Churchill hauria construït una sèrie d'aliances que haurien dissuadit a Hitler, i potser haurien provocat que els oponents domèstics de Hitler aconseguissin la seva destitució.
Dutton observa que la reputació de Chamberlain, per a bé o per a mal, probablement sempre estarà estretament lligada a l'avaluació de la seva política cap a Alemanya:
| « | Qualsevol altra cosa que es pugui dir de la vida pública de Chamberlain, la seva reputació dependrà, en última instància, de les valoracions d'aquest moment [Munic] i d'aquesta política [apaivagament]. Aquest va ser el cas quan va deixar el càrrec l'any 1940 i així es manté seixanta anys després. Esperar el contrari és com esperar que un dia Ponç Pilat sigui jutjat com un administrador provincial d'èxit de l'Imperi Romà.. | » |

## Honors

### Honors acadèmics
- Company de la Royal Society (FRS) – 1938[24][243]
- Universitat d'Oxford – DCL[40]
- Universitat de Cambridge – LLD[40]
- Universitat de Birmingham – LLD[40]
- Universitat de Bristol – LLD[40]
- Universitat de Leeds – LLD[40]
- Universitat Reading – DLitt[40]

### Ciutadanies
- Ciutadà honorífic de la Ciutat de Birmingham[244]
- Ciutadà honorífic de la Ciutat de Londres – atorgat el 1940, però morí abans d'acceptar-lo. El rotlle va ser presentat a la seva vídua el 1941[244]

### Nomenaments honorífics militars
- 1939: Comodor de l'Aire honorífic, No 916 (County of Warwick) Balloon Squadron, Auxiliary Air Force[40]

## En la cultura popular
En el cinema, Neville Chamberlain ha estat interpretat per:
- Jeremy Irons a la pel·lícula Munich - The Edge of War (2022)[245]
- David McLennan  a la pel·lícula Shaheed Udham Singh (1999)
- Eric Porter a la sèrie Winston Churchill: The Wilderness Years (1981)[246]
- Ronald Pickup a la pel·lícula Darkest Hour (2017)[247]
- Jack Shepherd a la pel·lícula  Into the Storm (2009)[248]
- Michael Aldridge al telefilm Countdown to War (1989)[249]
- Edward Jewesbury al telefilm Churchill and the Generals (1979)[250]
- A la sèrie Downton Abbey és interpretat per Rupert Frazer com a ministre de Salut en un episodi de la sisena temporada.[251]